# 1月1日
1月1日（いちがつついたち）は、グレゴリオ暦で年始から1日目に当たり、年末まであと364日（閏年では365日）ある。平年の場合には年の最終日である12月31日と同じ曜日になる。
キリスト教においては生後8日目のイエス・キリストが割礼と命名を受けた日として伝えられる。

## できごと
- 紀元前4713年 - ユリウス通日の起算日時[2]。
- 193年 - ペルティナクスがローマ皇帝に即位[3]。
- 1182年（養和元年11月25日） - 平徳子が院号宣下され建礼門院となる[4]。
- 1558年 - フランソワ・ド・ギーズがカレーに対して包囲戦を開始。
- 1651年 - チャールズ2世がスコットランド王に即位。
- 1700年 - ロシアがユリウス暦へと切り替わる。
- 1707年 - ジョアン5世がポルトガル王に即位。
- 1801年 - 合同法によりグレートブリテン王国とアイルランド王国が合併。
- 1801年 - ジュゼッペ・ピアッツィがシチリア島のパレルモ天文台でケレスを発見。史上初の小惑星発見とされる。
- 1804年 - ハイチがフランスから独立。初の黒人国家に。
- 1806年 - バイエルン大公国がバイエルン王国、ヴュルテンベルク公国がヴュルテンベルク王国となる。
- 1817年 - オットー・フォン・コツェブーが島を発見しノイヤール島（直訳すれば「新年島」、現在のマーシャル諸島のメジット島）と名づける。
- 1820年 - スペイン立憲革命勃発。ラファエル・デル・リエゴが指導。

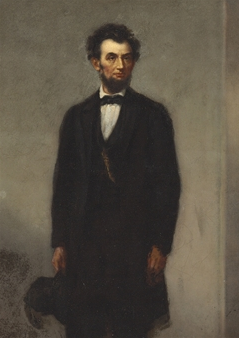
エイブラハム・リンカーンが奴隷解放宣言を公布（1863年）。

- 1863年 - アメリカ大統領・リンカーンが「奴隷解放宣言」を布告。
- 1873年 - 日本で太陽暦を採用。旧暦の明治5年12月2日の翌日が明治6年1月1日になる。
- 1880年 - パナマ運河建設開始。
- 1886年 - 日本初の定期乗車券が発売される。
- 1887年 - 勅令第51号「本初子午線經度計算方及標準時ノ件」により、東経135度の時刻を日本標準時とすることが定められる。
- 1897年 - 尾崎紅葉の「金色夜叉」が読売新聞で連載開始。
- 1899年 - スペインによるキューバ支配が終結。
- 1900年 - ドイツ民法典施行。
- 1901年 - ナイジェリアがイギリスの保護国になる。
- 1901年 - オーストラリアがイギリスから独立。
- 1905年 - 日露戦争：旅順開城。
- 1909年 - 龍野電気鉄道が網干駅前〜龍野町間で開業。
- 1912年 - 中華民国建国。
- 1914年 - セントピーターズバーグ - タンパ・エアボート・ライン（英語版）社が、ベノイストXIVによって世界初の定期航空便運行を開始する。
- 1915年 - 日本で3番目の動物園として、大阪市天王寺区に天王寺動物園が開園。
- 1916年 - パプアニューギニアのニューアイルランド島でマグニチュード8.3の地震発生。
- 1920年 - 京都物産館（丸物、現在の近鉄百貨店）が京都駅前に開業。
- 1924年 - 大典記念京都博覧会の跡地に、日本最古の公立植物園「大典記念京都植物園」（現在の京都府立植物園）が開園[5]。
- 1927年 - 健康保険法施行。給付開始。
- 1930年 - 鉄道省が全線でメートル法実施。
- 1934年 - 東京宝塚劇場開場。
- 1938年 - フランス国鉄誕生。
- 1942年 - 日本で塩の配給制、家庭用ガスの使用割当制を開始。
- 1943年 - 東京日日新聞と大阪毎日新聞が題字を「毎日新聞」に統一。
- 1945年 - 東京に簡易電話所（公衆電話）を新設。
- 1946年 - 昭和天皇が戦後最初の年頭詔書「新日本建設に関する詔書」で自己の神格を否定（人間宣言）。
- 1947年 - 吉田茂「不逞の輩」暴言事件。「不逞の輩」は流行語になる。
- 1947年 - 千葉刑務所木更津刑務支所の受刑者12人が職員を舎房に閉じ込めた上で逃走。逮捕できず[6]。
- 1948年 - 「少年法」・「少年院法」施行。
- 1948年 - イギリス国鉄誕生。
- 1948年 - 二重橋を23年ぶりに開放し国民一般参賀。2日間に13万人の人出を記録。
- 1949年 - 硫黄島の戦いの残留日本兵2人が米軍に投降。うち1人が自決。
- 1950年 - 年齢のとなえ方に関する法律施行。年齢の表示を満年齢に一本化。
- 1950年 - モスクワ地下鉄5号線環状線が一部開通。
- 1951年 - 朝鮮戦争: 北朝鮮・中国軍が反撃し38度線を越える。
- 1954年 - 小額通貨の整理及び支払金の端数計算に関する法律に基づき1円未満の通貨の通用を廃止。
- 1955年 - トヨタ自動車、初代クラウンを発売。
- 1956年 - スーダンがイギリス・エジプトの共同統治から独立。
- 1956年 - 弥彦神社事件。新潟県彌彦神社の新春餅まきに初詣客が殺到し、124人が圧死。
- 1957年 - フランス保護領ザールがザールラント州として西ドイツに復帰。
- 1958年 - 欧州経済共同体（EEC）が発足。
- 1959年 - キューバ革命が成立。
- 1959年 - 日本で計量法施行。尺貫法、ヤード・ポンド法を廃止しメートル法のみとする。
- 1959年 - 和歌山県高野町で初詣客を乗せた南海バスが県道から転落する事故。死者9人、重軽傷者38人[7]。
- 1960年 - 仏領東カメルーン（現在のカメルーンの一部）がフランスから独立。
- 1961年 - 岩手県松尾村（現・八幡平市）の松尾鉱山小学校で、映画鑑賞会へ向かう小学生などが将棋倒しとなった。死亡10人、重軽傷者21人[8]。
- 1961年 - 北信越地方で豪雪。約100本の列車が立ち往生したまま、乗客約15万人が車内で新年を迎えた[9]。
- 1962年 - ウ・タントが第3代国際連合事務総長に就任。
- 1962年 - 西サモア（現在のサモア）がニュージーランドから独立。
- 1963年 - 日本初の30分テレビアニメシリーズ[注 1]「鉄腕アトム」が放映開始[10]。
- 1965年 - 「中部日本新聞」が題号を「中日新聞」に改題。
- 1967年 - 核拡散防止条約に基づき、この日以降は核実験を成功させても、核武装の権利は認められない。
- 1969年 - チェコスロバキアが連邦制を導入。
- 1972年 - 現行の協定世界時（UTC）の運用を開始。
- 1972年 - オーストリアのクルト・ワルトハイム、国連事務総長に就任。
- 1973年 - アイルランド、イギリス、デンマークが欧州共同体（EC）に加盟。EC加盟国は9カ国となる。
- 1975年 - 青木湖バス転落事故: 長野県大町市の青木湖で、近くのホテルのスキー客送迎バスが湖に転落、24人が死亡。
- 1976年 - ヤマザキナビスコが「チップスター」を発売。
- 1977年 - ECが200海里水域宣言。
- 1979年 - アメリカ合衆国と中華人民共和国が正式に国交回復。中華民国と断交。
- 1981年 - ギリシャが欧州共同体（EC）に加盟[11]。EC加盟国は10カ国となる。
- 1982年 - 新日本プロレスが史上初の元旦興行を後楽園ホールで開催。
- 1983年 - ARPANETがInternet Protocol（IP）に切り替わり、インターネット形成をはじめる。
- 1984年 - ブルネイがイギリスから独立。
- 1984年 - AT&T分割。
- 1985年 - 米国総領事館パイプ弾発射事件。
- 1986年 - スペインとポルトガルが欧州共同体（EC）に加盟。EC加盟国は12カ国となる。
- 1987年 - 中国・北京の天安門広場で学生がデモ実施。83人が逮捕される[12]。
- 1988年 - 営団地下鉄が全駅で終日禁煙を実施。
- 1991年 - 午前2:00 (JST) に東京03地域の市内局番が4桁化。
- 1993年 - ビロード離婚: チェコスロバキアが解体し、チェコとスロバキアに分裂。
- 1995年 - 世界貿易機関（WTO）が発足。
- 1995年 - オーストリア、フィンランド、スウェーデンが欧州連合（EU）に加盟。EU加盟国は15か国となる。
- 1997年 - 名護市女子中学生拉致殺害事件の被害者が、沖縄県国頭郡国頭村の山中から白骨死体となって発見される。
- 1998年 - 欧州中央銀行が設立。
- 1999年 - 欧州連合（EU）の11か国でユーロが導入される。
- 1999年 - 午前2:00（JST）に大阪06地域の市内局番が4桁化、携帯電話・PHSの番号11桁化。
- 1999年 - 第78回サッカー天皇杯決勝戦で、スポンサー撤退に伴いクラブ解体が決まっていた横浜フリューゲルスが優勝。
- 2000年 - 2000年問題の発生が全世界で注目された。
- 2001年 - ギリシャでユーロ導入。ユーロ圏は12カ国に拡大。
- 2001年 - NTTドコモがポケットベルサービス名を「クイックキャスト」に変更し、販売も個人向け販売から法人向け販売へと変更。
- 2002年 - ユーロ圏内でユーロ紙幣とユーロ硬貨が流通開始。
- 2002年 - 中華民国が「台湾・澎湖・金門・馬祖独立関税領域」として世界貿易機関（WTO）に加盟。
- 2002年 - ドイツ改革債務法施行。

- 2005年 - 自動車リサイクル法施行。

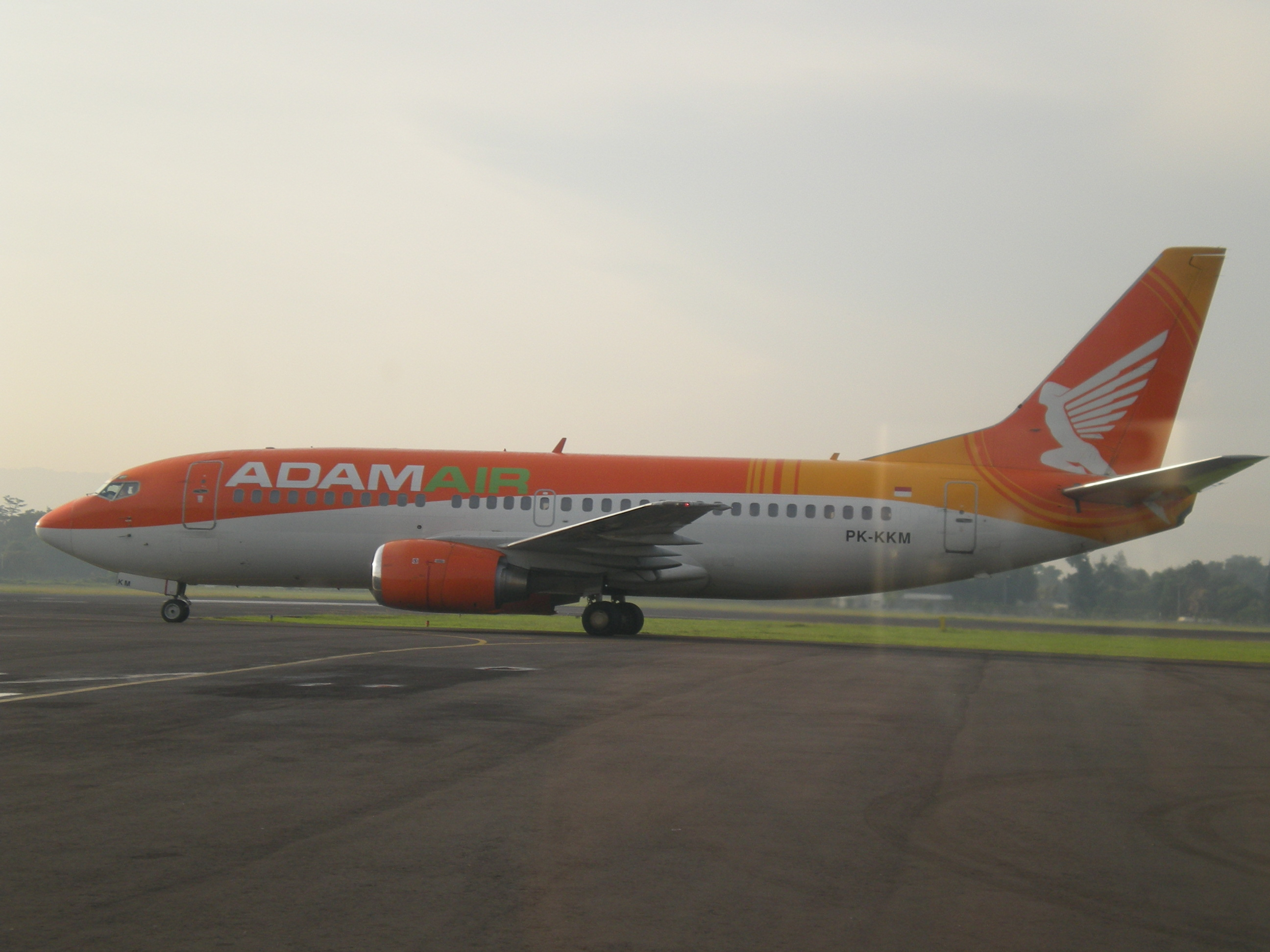
アダム航空574便墜落事故（2007年）。写真は事故を起こした機体の同型機。

- 2005年 - 第2常設NATO対機雷グループが創設される。
- 2006年 - 三菱東京UFJ銀行が発足。
- 2007年 - ブルガリア・ルーマニアが欧州連合（EU）に加盟。
- 2007年 - エストニア、リトアニア、スロベニアがユーロを導入。
- 2007年 - アダム航空574便墜落事故。102人死亡。
- 2010年 - 日本年金機構が発足[13]。
- 2010年 - 肝炎対策基本法施行。医療体制を整備し肝炎の克服に向けた取組を進めていくことが目的[14]。
- 2010年 - フィンランドの全6州が廃止。最上位の地方行政区画が県となる。
- 2012年 - 首都高速道路と阪神高速道路が、通行料金の体系を定額制から距離別制に変更[15]。
- 2012年 - 警視庁、一連のオウム真理教事件のうち、公証人役場事務長逮捕監禁致死事件実行容疑などに問われて逃亡中であった平田信を、出頭先の警視庁丸の内警察署にて逮捕[16]。
- 2014年 - ラトビアが欧州単一通貨ユーロを導入[17]。バルト3国ではエストニアに次いで2ヶ国目[18]。
- 2016年 - イスラエル中部テルアビブ中心部にあるパブと付近のカフェで銃乱射が発生し、9人が死傷した[19]。
- 2017年 - トルコ・イスタンブールでナイトクラブ襲撃事件[20]。
- 2019年 - 統計開始以来史上最速となる平成31年台風第1号が発生[21]。
- 2022年 - 東南アジア諸国連合（ASEAN）加盟国10カ国などが参加する地域的な包括的経済連携協定（RCEP）が発効[22]。

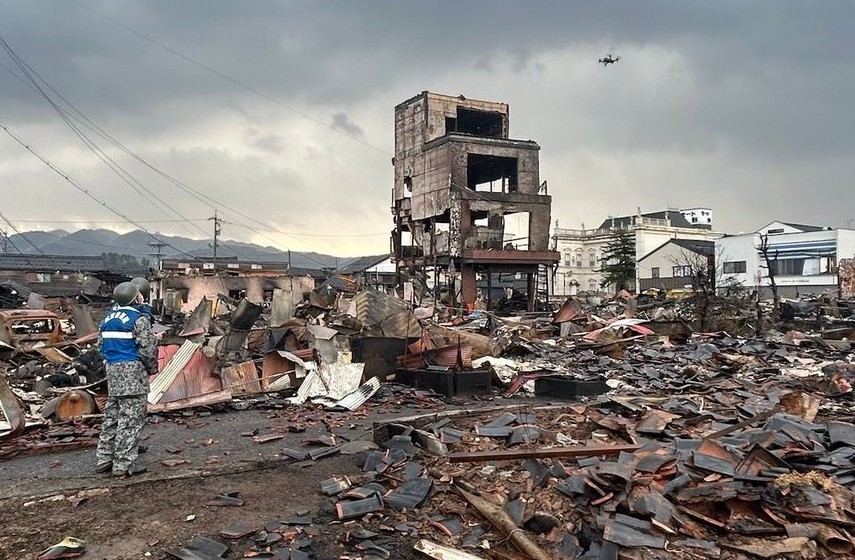
令和6年能登半島地震（2024年）
焼け野原となった輪島朝市

- 2024年 - 石川県能登地方を震央とするマグニチュード7.6の地震が発生し、石川県羽咋郡志賀町、輪島市で震度7を観測[23]。2011年の東日本大震災以来、13年ぶりに大津波警報が発表された[24]。後にこの地震は気象庁によって｢令和6年能登半島地震｣という名称が付けられた。
- 2025年 - アメリカ合衆国・ニューオーリンズでトラックで群衆に突入及び発砲する殺傷事件（ニューオーリンズ・トラック襲撃事件）が発生し、15名が死亡[25][26]。
- 2025年 - アメリカ合衆国ネバダ州ラスベガスのトランプ・インターナショナル・ホテル・ラスベガスの付近にて於いて、テスラ・サイバートラックが爆発炎上し、運転手1名が死亡、通行人ら7名が負傷する事件（トランプ・ホテル・ラスベガスに於けるテスラ・サイバートラック爆発事件（英語版））が発生[27]。
- 2025年 - モンテネグロ西部のツェティニェで、銃器乱射事件が発生。子どもを含む10名が死亡。容疑者は自殺[28]。

### 日本の自治体改編
- 1921年 - 栃木県足利市、千葉県千葉市が市制施行。
- 1931年 - 福岡県直方市が市制施行。
- 1932年 - 佐賀県唐津市が市制施行。
- 1934年 - 新潟県三条市が市制施行。
- 1943年 - 大阪府高槻市が市制施行。
- 1947年 - 新潟県新発田市が市制施行。
- 1948年 - 静岡県島田市、大阪府茨木市、奈良県大和高田市が市制施行。
- 1950年 - 宮崎県日南市が市制施行。
- 1951年 - 新潟県新津市（現在の新潟市の一部）が市制施行。
- 1952年 - 岡山県玉島市（現在の倉敷市の一部）が市制施行。
- 1954年 - 埼玉県飯能市、奈良県大和郡山市、島根県大田市が市制施行。
- 1955年 - 岩手県陸前高田市、埼玉県深谷市、神奈川県三浦市・秦野市、愛知県尾西市・小牧市、京都府亀岡市、和歌山県橋本市、島根県平田市（現在の出雲市）、香川県観音寺市、愛媛県伊予市、長崎県平戸市が市制施行。
- 1958年 - 石川県加賀市が市制施行。
- 1959年 - 愛知県挙母市が豊田市に改称。
- 1959年 - 高知県土佐市が市制施行。
- 1967年 - 千葉県流山市・八千代市、東京都国立市・田無市（現在の西東京市）・保谷市（現在の西東京市）が市制施行。
- 1971年 - 静岡県下田市・裾野市が市制施行。
- 1972年 - 静岡県湖西市が市制施行。
- 2005年 - 栃木県黒磯市ほかが合併して那須塩原市が発足。滋賀県高島市が市制施行。
- 2005年 - 三重県松阪市等5市町が合併して新しい松阪市が発足。島根県飯石郡赤来町、頓原町が合併して、飯南町に。
- 2006年 - 青森県平川市、福島県伊達市、京都府南丹市、奈良県宇陀市、香川県三豊市、佐賀県嬉野市、鹿児島県志布志市、沖縄県南城市が市制施行。福島県原町市ほかが合併して南相馬市に。茨城県水海道市が1町を編入して常総市に改称。
- 2006年 - 三重県津市等10市町村が合併して新しい津市が発足。
- 2006年 - 三重県多気郡多気町と勢和村が合併し新しい多気町が発足。
- 2007年 - 福島県本宮市が市制施行。
- 2010年 - 岩手県宮古市に川井村が編入合併。
- 2010年 - 長野県長野市に信州新町、中条村が編入合併。
- 2010年 - 滋賀県長浜市に虎姫町、湖北町、高月町、木之本町、余呉町、西浅井町が編入合併。
- 2010年 - 福岡県前原市、志摩町、二丈町合併により糸島市誕生。
- 2013年 - 千葉県大網白里市が市制施行。
- 2014年 - 岩手県滝沢市が市制施行。
- 2024年 - 静岡県浜松市の区分けが7区から3区へ再編され、中区、東区、西区、南区および北区の一部（三方原地区）が合併して中央区に、浜北区および北区の大部分が合併して浜名区となる。

## 誕生日
- 766年 - アリー・リダー、イスラム教シーア派・十二イマーム派第8代イマーム（+ 818年）
- 1431年 - アレクサンデル6世、第214代ローマ教皇（+ 1503年）
- 1449年 - ロレンツォ・デ・メディチ、メディチ家当主、フィレンツェ共和国指導者（+ 1492年）
- 1467年 - ジグムント1世、ポーランド国王（+ 1548年）
- 1484年 - フルドリッヒ・ツヴィングリ、宗教改革の指導者（+ 1531年）
- 1516年 - マルガレータ・エリクスドッテル、スウェーデン王グスタフ1世の妃（+ 1551年）
- 1638年（寛永14年11月16日） - 後西天皇、第111代天皇（+ 1685年）
- 1638年 - ニコラウス・ステノ、地質学者（+ 1686年）
- 1655年 - クリスティアン・トマジウス、哲学者（+ 1728年）
- 1697年 - ジョゼフ・フランソワ・デュプレクス、フランス領インド総督（+ 1763年）
- 1714年 - クリスティヨナス・ドネライティス、詩人（+ 1780年）
- 1735年 - ポール・リビア、アメリカ独立運動家（+ 1818年）
- 1735年（享保19年12月8日） - 皆川淇園、儒学者（+ 1807年）
- 1745年 - アンソニー・ウェイン、アメリカ陸軍の将軍（+ 1796年）
- 1752年 - ベッツィー・ロス、初めて星条旗を作った女性（+ 1836年）
- 1784年（天明3年12月9日） - 毛利斉熙、第11代長州藩主（+ 1836年）
- 1785年 - ジョン・オクスリー、探検家（+ 1828年）
- 1798年（寛政9年11月15日） - 歌川国芳、浮世絵師（+ 1861年）
- 1814年（嘉慶18年12月10日） - 洪秀全、宗教家、革命家（+ 1864年）
- 1823年 - ペテーフィ・シャーンドル、詩人（+ 1849年）
- 1839年 - ウィーダ、作家（+ 1908年）
- 1845年 - ウィリアム・インブリー、宣教師（+ 1928年）
- 1847年（弘化3年11月15日） - 三浦梧楼、軍人、政治家（+ 1926年）
- 1850年 - ピエール・ザヴィエ・ミュガビュール、キリスト教・カトリックの宣教師（+ 1910年）
- 1852年 - ウジェーヌ・ドマルセー、化学者（+ 1904年）
- 1853年 - ハンス・ケスラー、作曲家、合唱指揮者、音楽教師（* 1926年）
- 1854年 - ジェームズ・フレイザー、社会人類学者 （+ 1941年）
- 1855年 - 釈迦ヶ嶽清一郎、大相撲力士（* 1929年）
- 1857年 - ティム・キーフ、プロ野球選手（+ 1933年）
- 1858年 - ヒュー・ニコル、プロ野球選手（+ 1921年）
- 1859年 - ティーボー、コンバウン王朝国王（+ 1916年）
- 1861年 - ジャック＝エミール・ブランシュ、画家（+ 1942年）
- 1861年 - 原田豊吉、地質学者（+ 1894年）
- 1861年 - マルスラン・ブール、古生物学者（+ 1942年）
- 1861年 - ジョン・ルーサー・ロング、弁護士、小説家（+ 1927年）
- 1862年 - シモン・パティーニョ、実業家（+ 1947年）
- 1863年 - ピエール・ド・クーベルタン、近代オリンピック創始者（+ 1937年）
- 1863年 - 棚橋一郎、教育者、漢学者（+ 1942年）
- 1864年（同治2年11月22日） - 斉白石、画家、篆刻家（+ 1957年）
- 1864年 - アルフレッド・スティーグリッツ、写真家（+ 1946年）
- 1864年 - ジョージ・ワシントン・カーヴァー、植物学者（+ 1943年）
- 1865年 - 富田愿之助、政治家、衆議院議員、医師（+ 1927年）
- 1866年 - 望月小太郎、政治家、弁護士、衆議院議員、ジャーナリスト（+ 1927年）
- 1866年 - フランチシェク・ウドルジャル、政治家、チェコスロバキア首相（+ 1938年）
- 1867年 - ジャンヌ・ランバン、ファッションデザイナー（+ 1946年）
- 1868年 - アルブレヒト・フォン・グレーフェ、右翼政治家（+ 1933年）
- 1869年 - 樺山資英、官僚、政治家（+ 1941年）
- 1872年 - 会田龍雄、生物学者、遺伝学者（+ 1957年）
- 1872年 - 前田曙山、小説家（+ 1941年）
- 1872年 - 武部申策、壮士（+ 1943年）
- 1873年 - マリアノ・アスエラ、作家（+ 1952年）
- 1874年 - ウィリアム・フランクリン・ノックス、第46代アメリカ合衆国海軍長官（+ 1944年）
- 1874年 - 香取秀真、歌人（+ 1954年）
- 1874年 - グスターヴ・ホワイトヘッド、航空機研究家（+ 1927年）
- 1874年 - 岡田文次、内務官僚、政治家、実業家（+ 1943年）
- 1874年 - フーゴー・ライヒテントリット、音楽学者（+ 1951年）
- 1874年 - セルゲイ・グセフ、ソ連共産党の活動家（+ 1933年）
- 1875年 - 尾上卯多五郎、俳優（+ 没年不詳）
- 1877年 - アレクサンドル・ストローク、チェリスト（+ 1956年）
- 1878年 - アグナー・アーラン、数学者、技術者（+ 1929年）
- 1878年 - 横瀬夜雨、詩人、歌人（+ 1934年）
- 1878年 - 古屋野橘衛、政治家（+ 1957年）
- 1878年 - 西義一、陸軍軍人（+ 1941年）
- 1878年 - シアマント、詩人（+ 1915年）
- 1879年 - E・M・フォースター、小説家（+ 1970年）
- 1879年 - ウィリアム・フォックス、映画プロデューサー（+ 1952年）
- 1879年 - アーネスト・ジョーンズ、医学者、精神科医、精神分析家（+ 1958年）
- 1879年 - チャールズ・ドージャー、宣教師、教育者（+ 1933年）
- 1880年 - ショーレム・アッシュ、小説家（+ 1957年）
- 1880年 - ラーマ6世、シャム王（+ 1925年）
- 1880年 - 塩野季彦、司法官僚、政治家（+ 1949年）
- 1880年 - アーネスト・タウンゼンド、肖像画家（+ 1944年）
- 1881年 - 横山運平、俳優（+ 1967年）
- 1881年 - 押川清、野球選手（+ 1944年）
- 1881年 - 柴田やす、教育者（+ 1950年）
- 1882年 - 川岸文三郎、軍人（+ 1957年）
- 1882年 - 中岡弥高、軍人、政治家（+ 1975年）
- 1882年 - 金平亮三、植物学者、林学者（+ 1948年）
- 1882年 - アドルヤーン・ヤーノシュ、エンジニア（+ 1964年）
- 1883年 - 鳩山一郎、政治家、第52 - 54代内閣総理大臣（+ 1959年）
- 1883年 - 四海波太郎、力士（+ 1933年）
- 1883年 - ウィリアム・ドノバン、軍人、弁護士、諜報員、外交官（+ 1959年）
- 1884年 - 中島知久平、実業家、中島飛行機創業者 （+ 1949年）
- 1884年 - 小ノヶ嵜金藏、大相撲力士（+ 1967年）
- 1884年 - 沢村専太郎、大学教授、東洋美術・美術史研究家、詩人（+ 1930年）
- 1884年 - 中島鉄平、大蔵官僚（+ 1936年）
- 1885年 - 永田寛定、スペイン文学者（+ 1973年）
- 1886年 - 木下利玄、歌人（+ 1925年）
- 1886年 - 園正造、数学者（+ 1969年）
- 1886年 - ジョーゼフ・オパトシュ、小説家（+ 1954年）
- 1886年 - 九里四郎、洋画家（+ 1953年）
- 1886年 - マルト・アノー、銀行家（+ 1935年）
- 1887年 - ヴィルヘルム・カナリス、軍人（+ 1945年）
- 1887年 - 山田長三郎、軍人（+ 1935年）
- 1887年 - 古河虎之助、実業家（+ 1940年）
- 1887年 - 國東照太、政治家、実業家（+ 1972年）
- 1887年 - ドミトリー・ウズナーゼ、心理学者（+ 1950年）
- 1888年 - 徐堪、清末の革命家、政治家（+ 1969年）
- 1888年 - ジョン・ガーランド、銃器設計者（+ 1974年）
- 1889年 - フランク・J・コールマン、俳優（+ 1948年）
- 1889年 - レフ・メフリス、政治家、軍人（+ 1953年）
- 1889年 - 西沢笛畝、日本画家（+ 1965年）
- 1889年 - 田村木国、俳人、新聞記者（+ 1964年）
- 1890年 - 数原三郎、実業家（+ 1968年）
- 1890年 - パウル・ラムドール、鉱物学者（+ 1985年）
- 1890年 - エリス・M・ザカライアス、軍人（+ 1961年）
- 1890年 - 岡野清豪、政治家、銀行家（+ 1981年）
- 1891年 - チャールズ・ビックフォード、俳優（+ 1967年）
- 1891年 - 竹内逸、評論家（+ 1980年）
- 1891年 - 土橋勇逸、軍人（+ 1972年）
- 1891年 - コンスタンチン・コンスタンチノヴィチ、皇族、ロシア公（+ 1918年）
- 1892年 - アルトゥール・ロジンスキ、指揮者（+ 1958年）
- 1892年 - 阪本清一郎、社会運動家、政治家（+ 1987年）
- 1892年 - マニュエル・ロハス、政治家、フィリピン第5代大統領（+ 1948年）
- 1893年 - 吉積正雄、軍人（+ 1985年）
- 1893年 - 佐々木登、軍人（+ 1961年）
- 1893年 - ヴァシル・ボイデフ、軍人（+ 1983年）
- 1894年 - サティエンドラ・ボース、物理学者（+ 1974年）
- 1894年 - オットー・アーセン、ノルディックスキー選手（+ 1983年）
- 1894年 - 高田元三郎、ジャーナリスト（+ 1967年）
- 1894年 - 中平亮、ジャーナリスト、ソ連研究家（+ 1981年）
- 1894年 - 河村又介、法学者、最高裁判所裁判官（+ 1979年）
- 1895年 - ジョン・エドガー・フーヴァー、米連邦捜査局長官（+ 1972年）
- 1895年 - 三宅剛一、哲学者（+ 1982年）
- 1895年 - 宮坂勝、洋画家（+ 1953年）
- 1895年 - ジョセフ・クリハラ、軍人、著作家（+ 1965年）
- 1896年 - 衣笠貞之助、映画監督（+ 1982年）
- 1896年 - トーマス・T・モールトン、レコーディング・エンジニア（+ 1967年）
- 1896年 - ワシーリー・グラズノフ、軍人（+ 1967年）
- 1896年 - 剣岳吉五郎、大相撲力士（+ 1950年）
- 1896年 - 仁科熊彦、映画監督（+ 1987年）
- 1897年 - 三島通陽、小説家、劇作家、政治家（+ 1965年）
- 1897年 - 五鬼上堅磐、裁判官（+ 1971年）
- 1897年 - 中浜哲、無政府主義者（+ 1926年）
- 1897年 - 升本喜兵衛、法学者、弁護士、裁判官、実業家（+ 1980年）
- 1897年 - 二木謙吾、政治家、教育者、実業家（+ 1983年）
- 1898年 - ヴィクトル・ウルマン、作曲家、指揮者（+ 1942年）
- 1898年 - アンドレ・ゼレール、軍人（+ 1979年）
- 1899年 - ジャック・ベレスフォード、ボート選手（+ 1977年）
- 1899年 - 橋本宙二、軍人、実業家（+ 没年不詳）
- 1899年 - 高谷覚蔵、社会運動家、政治評論家（+ 1971年）
- 1899年 - 近藤康男、農業経済学者（+ 2005年）

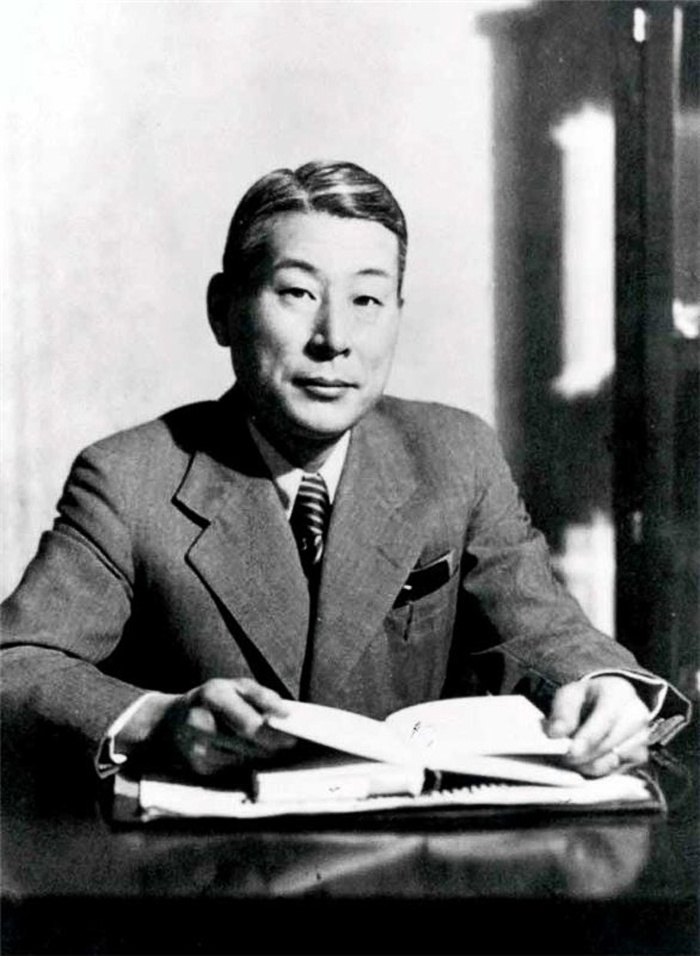
杉原千畝(1900年-1986年)誕生。多くのユダヤ人を解放。

- 1900年 - 杉原千畝、外交官（+ 1986年）
- 1900年 - ザビア・クガート、ルンバミュージシャン（+ 1990年）
- 1900年 - 橋本徹郎、洋画家、デザイナー（+ 1959年）
- 1900年 - 河田賢治、労働運動家、政治家（+ 1995年）
- 1900年 - 小松太郎、ドイツ文学者、翻訳家（+ 1974年）
- 1900年 - 北村サヨ、天照皇大神宮教の教祖（+ 1967年）
- 1900年 - フップ・ファン・ドールネ、技術者（+ 1979年）

- 1901年 - アレクサンドル・ドイチュ、天文学者（+ 1986年）
- 1901年 - 安宅英一、実業家、安宅産業会長（+ 1994年）
- 1901年 - 三木茂、植物学者（+ 1974年）
- 1901年 - 酒井正三郎、経済学者（+ 1981年）
- 1901年 - 殿岡利男、アキレス創設者（+ 1982年）
- 1902年 - 田中美知太郎、哲学者（+ 1985年）
- 1902年 - 直良信夫、考古学者（+ 1985年）
- 1902年 - ワレリアン・ゾリン、外交官（+ 1986年）
- 1902年 - 井上定雄、実業家（+ 1985年）
- 1902年 - 菅野七郎、俳優（+ 没年不詳）
- 1902年 - ハンス・フォン・ドホナーニ、法律家（+ 1945年）
- 1903年 - 山吹徳二郎、俳優（+ 1958年）
- 1903年 - 富山栄市郎、実業家（+ 1978年）
- 1903年 - 勝見正義、映画監督、脚本家（+ 1961年）
- 1904年 - 桜田一郎、化学者（+ 1986年）
- 1904年 - 富田常雄、小説家（+ 1967年）
- 1904年 - 森谷克己、経済学者（+ 1964年）
- 1904年 - 石井繁丸、政治家、弁護士、軍人（+ 1983年）
- 1904年 - 仁井田陞、法制史学者（+ 1966年）
- 1904年 - 土州山好一郎、大相撲力士（+ 1977年）
- 1905年 - 吉原治良、洋画家、実業家（+ 1972年）
- 1905年 - 小嶋源作、実業家（+ 1989年）
- 1905年 - 大鶴多喜之助、大相撲力士（+ 没年不詳）
- 1905年 - 伴素彦、スキージャンプ選手、実業家（+ 1998年）
- 1905年 - 北竜二、俳優、脚本家（+ 1972年）
- 1905年 - 厚田雄春、映画カメラマン（+ 1992年）
- 1906年 - 伍堂輝雄、実業家（+ 1993年）
- 1906年 - 唐島基智三、政治評論家、ジャーナリスト（+ 1976年）
- 1906年 - フランク・スタック、スピードスケート選手（+ 1987年）
- 1906年 - 北原泰作、部落解放運動家（+ 1981年）
- 1907年 - 田中殖一、徳島製粉創業者（+ 2008年）
- 1907年 - 人見絹枝、陸上競技選手、ジャーナリスト（+ 1931年）
- 1907年 - 嘉納愛子、声楽家、音楽指導者（+ 2016年）
- 1907年 - 伊達ノ花静、大相撲力士（+ 1944年）
- 1907年 - 清水元、俳優（+ 1972年）
- 1907年 - 奈良美也子、女優、日本舞踊家（+ 2000年）
- 1908年 - 寒川光太郎、小説家（+ 1977年）
- 1908年 - 佐貫亦男、航空評論家、随筆家（+ 1997年）
- 1908年 - アイリーン・ジョイス、ピアニスト（+ 1991年）
- 1908年 - 与良ヱ、実業家（+ 1968年）
- 1908年 - 可児藤吉、群集生態学者（+ 1944年）
- 1908年 - 佐藤誠、歌人（+ 1989年）
- 1908年 - 藤田明、水泳・水球選手（+ 2001年）
- 1909年 - ダナ・アンドリュース、俳優（+ 1992年）
- 1909年 - 亀井光、政治家（+ 1986年）
- 1909年 - 樋口清之、考古学者、歴史作家（+ 1997年）
- 1909年 - ステパーン・バンデーラ、ウクライナ民族解放運動指導者（+ 1959年）
- 1909年 - ジャッキー・ウィルソン、プロボクサー（+ 1966年）
- 1909年 - 星野慎一、ドイツ文学者（+ 1998年）
- 1910年 - 茂木草介、脚本家（+ 1980年）
- 1910年 - 加瀬完、政治家（+ 1995年）
- 1910年 - 林修三、官僚（+ 1989年）
- 1911年 - ハンク・グリーンバーグ、元プロ野球選手（+ 1986年）
- 1911年 - 小川年安、元プロ野球選手（+ 1944年）
- 1911年 - 羅光、カトリック聖職者（+ 2004年）
- 1911年 - ロマン・トーテンベルク、ヴァイオリニスト（+ 2012年）
- 1911年 - 野村三郎、陸軍軍人（+ 1985年）
- 1911年 - 別枝達夫、歴史学者（+ 1978年）
- 1911年 - 董明徳、軍人（+ 1978年）
- 1912年 - キム・フィルビー、イギリス情報局秘密情報部職員、ソビエト連邦の諜報員（+ 1988年）
- 1912年 - 太田薫、労働運動家（+ 1998年）
- 1912年 - モーゼス・アブラモヴィッツ、経済学者（+ 2000年）
- 1912年 - 住友元夫、実業家、工学博士（+ 2005年）
- 1912年 - マートリカ・プラサード・コイララ、政治家（+ 1997年）
- 1912年 - 朝枝繁春、軍人（+ 2000年）
- 1912年 - 小関藤一郎、社会学者（+ 2002年）
- 1912年 - 川上正光、工学者（+ 1996年）
- 1912年 - 来栖三郎、民法学者（+ 1998年）
- 1912年 - 松尾金蔵、官僚（+ 2002年）
- 1912年 - ハインツ・グローナウ、軍人（+ 1977年）
- 1912年 - 木村元一、経済学者（+ 1987年）
- 1913年 - 荒正人、文芸評論家（+ 1979年）
- 1913年 - 安達五郎、スキージャンプ選手（+ 1999年）
- 1913年 - シー・キエン、俳優（+ 2009年）
- 1913年 - 加藤正明、医学者、精神科医（+ 2003年）
- 1914年 - 畑中武夫、天文学者（+ 1963年）
- 1914年 - エディット・ピヒト＝アクセンフェルト、チェンバロ奏者（+ 2001年）
- 1914年 - 河野正、政治家（+ 2007年）
- 1914年 - グエン・チー・タン、軍人、政治家（+ 1967年）
- 1914年 - 武藤鉦八郎、実業家（+ 1984年）
- 1914年 - 内野吾郎、国文学者（+ 1985年）
- 1914年 - 小針暦二、実業家（+ 1993年）
- 1914年 - 大場正史、翻訳家、性文化研究者（+ 1969年）
- 1914年 - 岡村誠三、化学者（+ 2001年）
- 1915年 - 原一司、漫画家（+ 1957年）
- 1915年 - 北村治禧、彫刻家（+ 2001年）
- 1915年 - ブランコ・チョピッチ（英語版）、作家（+ 1984年）
- 1915年 - 福知海勝美、元大相撲力士（+ 没年不詳）
- 1915年 - ヤン・オプレタル、医学生（+ 1939年）
- 1915年 - 新井一、シナリオライター（+ 1997年）
- 1916年 - 根本進、漫画家（+ 2002年）
- 1916年 - 高原弘吉、小説家（+ 2002年）
- 1916年 - 沢村嘉一、経営者（+ 1981年）
- 1916年 - 高木啓太郎、写真作家、美術家（+ 1997年）
- 1916年 - 汪東興、政治家（+ 2015年）
- 1916年 - 有田一壽、実業家、政治家（+ 1999年）
- 1916年 - 渡辺正人、騎手（+ 1982年）
- 1916年 - アントニオ・エステベス、作曲家（+ 1988年）
- 1916年 - 浅野辰雄、映画監督、脚本家、映画プロデューサー（+ 2006年）
- 1916年 - マーヴィン・カムラス、電気技術者、発明家（+ 1995年）
- 1917年 - 藤尾正行、政治家（+ 2006年）
- 1917年 - ジュール・グレゴリー・チャーニー、気象学者（+ 1981年）
- 1917年 - アルベルト・モル（英語版）、作家（+ 2004年）
- 1917年 - 羽田野忠文、政治家（+ 2004年）
- 1917年 - 森豊、ジャーナリスト（+ 2001年）
- 1917年 - 中村幸雄、物理学者、情報処理学者（+ 1992年）
- 1917年 - 原田大六、考古学者（+ 1985年）
- 1917年 - 肥田舜太郎、医師（+ 2017年）
- 1917年 - 友田不二男、日本のカウンセリングの先駆者（+ 2005年）
- 1917年 - 釜賀一夫、軍人、自衛官（+ 2003年）
- 1918年 - 長持栄吉、元プロ野球選手（+ 2000年）
- 1918年 - 田沢吉郎、政治家（+ 2001年）

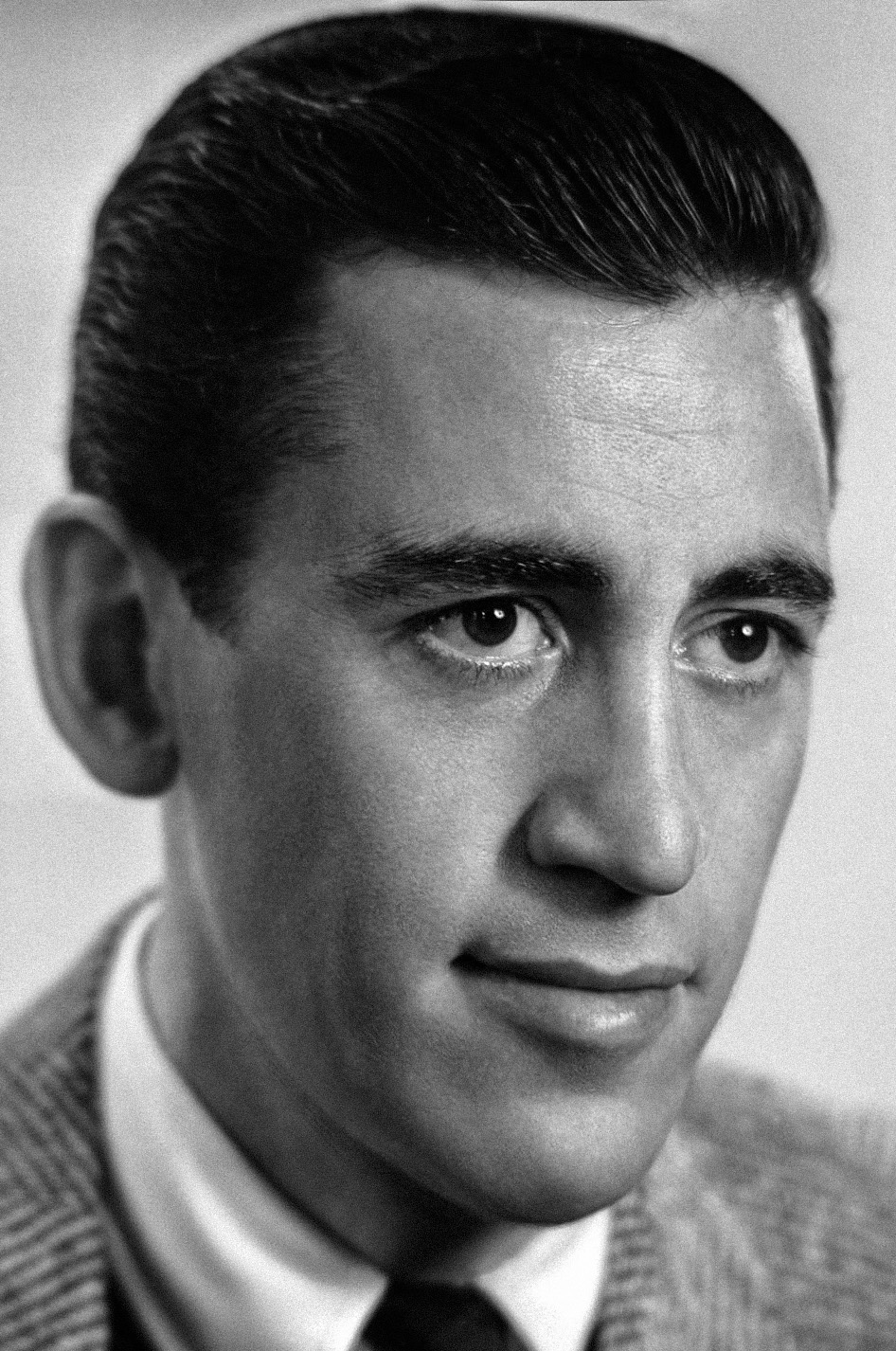
J・D・サリンジャー(1919年-2010年)。代表作に「ライ麦畑でつかまえて」。

- 1919年 - J・D・サリンジャー、小説家（+ 2010年）
- 1919年 - 田端義夫、歌手（+ 2013年）
- 1919年 - 細川隆一郎、評論家（+ 2009年）
- 1919年 - キャロル・ランディス、女優（+ 1948年）
- 1919年 - 岡村雅夫、政治家（+ 2005年）
- 1919年 - 白井泰四郎、労働問題研究者翻訳家（+ 2014年）
- 1919年 - ラインホルト・クナッケ、軍人（+ 1943年）
- 1919年 - 大谷洌子、声楽家（ソプラノ）、歌手（+ 2012年）
- 1920年 - 箕作祥一、日本大学教授（+ 1968年）
- 1920年 - 有馬元治、政治家（+ 2006年）
- 1920年 - 二宮文造、政治家、参議院議員（+ 2006年）
- 1920年 - オズヴァルド・カヴァンドーリ、カートゥーン作家（+ 2007年）
- 1920年 - 岩垣二郎、元プロ野球選手
- 1920年 - 石崎亀喜、元プロ野球選手
- 1920年 - 井手雅人、脚本家、小説家（+ 1989年）
- 1920年 - 志位正二、軍人（+ 1973年）
- 1920年 - 駿河海光夫、大相撲力士（+ 2010年）
- 1920年 - 助野健太郎、日本史学者（+ 1993年）
- 1920年 - ハインツ・ツェマネク、計算機科学者（+ 2014年）
- 1920年 - ミハイル・コーガン、実業家、タイトー創業者（+ 1984年）
- 1920年 - 青井和夫、社会学者（+ 2011年）
- 1920年 - ハリー・K・フクハラ、軍人（+ 2015年）
- 1921年 - 渡辺博之、元プロ野球選手（+ 1990年）
- 1921年 - セザール・バルダッチーニ、彫刻家、現代美術家（+ 1998年）
- 1921年 - アラン・ミムン、陸上選手（+ 2013年）
- 1921年 - 下村一夫、照明技師、日本映画テレビ照明協会会長（+ 2003年）
- 1921年 - 村田倉夫、実業家（+ 2015年）
- 1921年 - 小山弘志、国文学者（+ 2011年）
- 1921年 - 永井博、哲学者（+ 2012年）
- 1921年 - ジョニー・ローガン、バスケットボール選手（+ 1977年）
- 1921年 - デブレーディ・ジェルジ、軍人（+ 1982年）
- 1922年 - ロッキー・グラジアノ、ボクサー（+ 1990年）
- 1922年 - 白井美則、裁判官、弁護士（+ 2015年）
- 1922年 - カルロ・ブゾッティ、ピアノ奏者（+ 2002年）
- 1922年 - 須崎勝彌、脚本家（+ 2015年）
- 1922年 - 橋川文三、政治学研究者、政治思想史研究者、評論家（+ 1983年）
- 1922年 - 谷間小百合、女優（+ 2003年）
- 1922年 - 井江春代、美術家、絵本作家（+ 2011年）
- 1922年 - 佐藤敏夫、キリスト教神学者（+ 2007年）
- 1922年 - 水津一朗、地理学者（+ 1996年）
- 1922年 - 玉置和郎、政治家（+ 1987年）
- 1922年 - 池原森男、薬学者（+ 2016年）
- 1922年 - 平山雄、医学者（+ 1995年）
- 1923年 - ミルト・ジャクソン、ジャズビブラフォン奏者（+ 1999年）
- 1923年 - センベーヌ・ウスマン、映画監督（+ 2007年）
- 1923年 - ヴァレンティナ・コルテーゼ、女優　(＋2019年）
- 1924年 - 田口玄一、工学者（+ 2012年）
- 1924年 - マシアス・ンゲマ、初代赤道ギニア大統領（+ 1979年）
- 1924年 - 石井輝男、映画監督（+ 2005年）
- 1924年 - ジャック・ル・ゴフ、歴史学者（+ 2014年）
- 1924年 - 矢野俊比古、政治家（+ 2013年）
- 1924年 - 矢山有作、政治家（+ 2017年）
- 1924年 - 中野玄三、美術史学者（+ 2014年）
- 1924年 - チャーリー・マンガー、投資家（+ 2023年）
- 1924年 - 鈴木英寿、経営学者（+ 2002年）
- 1924年 - 伴正一、弁護士、外交官（+ 2001年）
- 1924年 - 松永ふみ子、英米児童文学の翻訳家（+ 1987年）
- 1924年 - 建元正弘、経済学者（+ 1997年）
- 1924年 - 北元喜雄、実業家（+ 2010年）
- 1924年 - 森下忠、刑法学者
- 1924年 - アーサー・ダントー、美術評論家、哲学者（+ 2013年）
- 1925年 - 大泉滉、俳優（+ 1998年）
- 1925年 - 中野孝次、独文学者、随筆家（+ 2004年）
- 1925年 - 大橋一郎、元プロ野球選手
- 1925年 - 梶村昇、仏教学者、浄土宗僧侶
- 1925年 - 八田木枯、俳人（+ 2012年）
- 1925年 - 樫尾俊雄、カシオ計算機創業メンバー（+ 2012年）
- 1925年 - 住谷一彦、経済社会学者（+ 2022年）
- 1925年 - オッタヴィオ・イェンマ、脚本家（+ 2015年）
- 1926年 - 前登志夫、歌人（+ 2008年）
- 1926年 - 早乙女貢、小説家（+ 2008年）
- 1926年 - クラウディオ・ビルラ、歌手（+ 1987年）
- 1926年 - 杉山悟、元プロ野球選手（+ 2009年）
- 1926年 - 小林経旺、元プロ野球選手
- 1926年 - 千原雅生、元プロ野球選手
- 1926年 - 大谷茂盛、化学工学者（+ 1990年）
- 1926年 - ゼナ・マーシャル、女優（+ 2009年）
- 1926年 - 西谷英雄、教育者（+ 2013年）
- 1926年 - 松下康雄、第27代日本銀行総裁（+ 2018年）
- 1926年 - 折原啓子、女優（+ 1985年）
- 1926年 - 佐藤進、経済学者（+ 1998年）
- 1926年 - 中原成男、俳優
- 1926年 - 仙崎武、教育学者（+ 2020年）
- 1926年 - 鳴門海一行、元大相撲力士（+ 2010年）
- 1927年 - バーノン・スミス、経済学者
- 1927年 - モーリス・ベジャール、バレエの振付師（+ 2007年）
- 1927年 - 青木和子、女優
- 1927年 - ヴァシレ・ミリャ、軍人、政治家（+ 1989年）
- 1927年 - 橋本一明、フランス文学者（+ 1969年）
- 1927年 - 式正英、地理学者（+ 2024年）
- 1927年 - 篠原正記、俳優
- 1927年 - 伊藤玲子、政治家（+ 2020年）
- 1927年 - 沖浦和光、社会学者、民俗学者（+ 2015年）
- 1927年 - 塩路一郎、労働運動家（+ 2013年）
- 1928年 - 三浦洸一、歌手（+ 2025年）
- 1928年 - 入江英義、俳優
- 1928年 - 加藤和夫、俳優、声優
- 1928年 - ガーハード・ワインバーグ、歴史学者
- 1928年 - 田中信昭、合唱指揮者（+ 2024年）
- 1928年 - 鈴木光男、経済学者、東京工業大学名誉教授（+ 2022年）
- 1928年 - 吉野正敏、地理学者、気候学者、気象学者（+ 2017年）
- 1928年 - アモツ・ザハヴィ、進化生物学者（+ 2017年）
- 1928年 - 江藤价泰、法学者（+ 2016年）
- 1928年 - 内須川洸、教育心理学者（+ 2016年）
- 1928年 - 坂崎乙郎、西洋美術史研究家、美術評論家（+ 1985年）
- 1929年 - 田原基稔、元プロ野球選手（+ 1996年）
- 1929年 - 中島春雄、俳優（+ 2017年[29]）
- 1929年 - アウリス・カラコルピ、スキージャンプ選手（+ 2005年）
- 1929年 - 菊池敏夫、経営学者
- 1929年 - 庭山英雄、法学者、弁護士（+ 2017年）
- 1929年 - 上野正彦、法医学者、医事評論家、作家
- 1930年 - 堀内光雄、政治家、衆議院議員（+ 2016年[30]）
- 1930年 - 佃公彦、漫画家（+ 2010年）
- 1930年 - モハメド・アン＝ヌメイリ、スーダン大統領（+ 2009年）
- 1930年 - 岡田英津也、元社会人野球選手、監督、コーチ（+ 2018年）
- 1930年 - 宮岡寿雄、松江市長（+ 2000年）
- 1930年 - 新道乃里子、女優、声優
- 1930年 - 岡崎万寿秀、政治家、俳人（+ 2024年）
- 1930年 - 辰濃和男、ジャーナリスト、エッセイスト（+ 2017年）
- 1930年 - 生井健夫、俳優、声優（+ 2019年）
- 1930年 - 織坂幸治、詩人
- 1930年 - 戸田金一、歴史学者、教育学者
- 1930年 - フレデリック・ワイズマン、ドキュメンタリー映画監督
- 1930年 - 藤浦敦、映画監督、プロデューサー、脚本家、落語作家、評論家（+ 2023年）
- 1930年 - アドニス、詩人、エッセイスト
- 1930年 - 小西通雄、映画・テレビドラマ作品の監督、演出家
- 1930年 - ヴェルナー・ハイダー、作曲家、ピアニスト、指揮者

- 1931年 - 池田吉夫、元プロ野球選手
- 1931年 - 松旭斎天正、奇術師（+ 2010年）
- 1931年 - 南風カオル、喜劇役者（+ 2009年）
- 1931年 - 三浦久、政治家、弁護士（+ 2024年）
- 1931年 - 小川勇夫、政治家（+ 2007年）
- 1931年 - 陰里鉄郎、美術評論家（+ 2010年）
- 1931年 - 増井禎夫、細胞生物学者（+ 2023年）
- 1931年 - 稲見一良、小説家、放送作家（+ 1994年）
- 1931年 - 片桐ユズル、詩人（+ 2023年）
- 1932年 - 長門勇、俳優（+ 2013年）
- 1932年 - 中根喜三郎、釣竿職人
- 1932年 - ジュゼッペ・パターネ、指揮者（+ 1989年）
- 1932年 - 下條美智彦、行政学者
- 1932年 - アン＝ソフィ・ペッテション、体操競技選手
- 1932年 - 長岡弘芳、原爆文学研究者、詩人（+ 1989年）
- 1932年 - 森實、会計学者
- 1933年 - 渥美國泰、俳優（+ 2009年）
- 1933年 - 大村和市郎、サッカー選手（+ 没年不明）
- 1933年 - ジョー・オートン（英語版）、劇作家（+ 1967年）
- 1933年 - 中頭正一、競輪選手
- 1933年 - 戸澤久夫、政治家（+ 2014年）
- 1933年 - 川田喜久治、写真家
- 1933年 - 須藤良太郎、農水官僚、政治家
- 1933年 - 村川千秋、オーケストラ指揮者（+ 2025年）
- 1933年 - 白木秀雄、ジャズ・ドラマー（+ 1972年）
- 1933年 - 北沢洋子、国際問題評論家（+ 2015年）
- 1933年 - 鈴木愼一、教育学者
- 1933年 - フォード・コンノ、競泳選手
- 1933年 - 楠侑子、女優、声優
- 1933年 - 成田十次郎、サッカー選手、サッカー指導者、スポーツ学者（+ 2022年）
- 1933年 - 牧田正嗣、俳優（+ 1991年）
- 1933年 - 上田博之、政治家（+ 2006年）
- 1933年 - 藤竹暁、社会学者、マス・コミュニケーション研究者
- 1933年 - 植田紳爾、劇作家、演出家（宝塚歌劇団専属）、元宝塚歌劇団理事長
- 1934年 - 児玉清、俳優、司会者 ※戸籍上の誕生日。実際の出生日は1933年12月26日（+ 2011年）
- 1934年 - 田中浩、俳優 （+ 1993年）
- 1934年 - 福田豊土、俳優（+ 1998年）
- 1934年 - 荒井健、プロ野球選手
- 1934年 - 樋田慶子、女優
- 1934年 - 竹田志郎、経営学者
- 1934年 - 井家上隆幸、文芸評論家、コラムニスト（+ 2018年）
- 1934年 - 新稲明、ジャズドラマー
- 1934年 - 梅原郁、東洋史学者（+ 2020年）
- 1934年 - 関根信昭、俳優、声優、ナレーター（+ 2021年）
- 1934年 - 楠年明、俳優、ナレーター
- 1934年 - 堀内律子、俳人、『俳誌 初花』4代目主宰
- 1935年 - 角野栄子、童話作家
- 1935年 - 倉本聰、脚本家 ※戸籍上の誕生日。実際の出生日は1934年12月31日
- 1935年 - 新宮正春、小説家（+ 2004年）
- 1935年 - 吉田健二、アニメプロデューサー、漫画原作者、アニメ制作会社タツノコプロダクション社長
- 1935年 - 島田雄二、元プロ野球選手
- 1935年 - 高野价司、元プロ野球選手
- 1935年 - 坂間勇、物理学者（+ 2008年）
- 1935年 - 柳澤孝彦、建築家（+ 2017年）
- 1935年 - 中島真人、政治家（+ 2008年）
- 1935年 - 五月晴子、女優
- 1935年 - 霧生和夫、フランス文学者
- 1935年 - 細川智栄子、漫画家
- 1935年 - 保科三良、俳優、声優（+ 2007年）
- 1935年 - 黒江光彦、美術修復家、研究家
- 1935年 - 河野旭輝、元プロ野球選手（+ 2014年）
- 1935年 - 松浪志保、女優
- 1935年 - ベンジャミン・W・リー、理論物理学者（+ 1977年）
- 1936年 - 中野清、衆議院議員
- 1936年 - 竜鉄也、歌手（+ 2010年）
- 1936年 - 黒木基康、元プロ野球選手（+ 2014年）
- 1936年 - 松本徳彦、写真評論家
- 1936年 - 三井葉子、詩人（+ 2014年）
- 1936年 - 清水雅人、詩人、宗教評論家（+ 2018年）
- 1936年 - 小林正彦、元石原プロモーション代表取締役専務（+ 2016年）
- 1936年 - 和田登、作家、児童文学作家（+ 2025年）
- 1936年 - 冨田正一、アイスホッケー選手
- 1936年 - 喜多村和之、教育学者（+ 2013年）
- 1936年 - 福島鋳郎、雑誌・出版史の研究者、雑誌収集家（+ 2006年）
- 1936年 - 加藤治、俳優、声優（+ 2017年）
- 1937年 - 水野久美、女優
- 1937年 - 野村徹、アマチュア野球指導者
- 1937年 - 高谷茂男、政治家
- 1937年 - 田中昭一、政治家
- 1937年 - 富田恵子、女優
- 1937年 - 大嶽青児、俳人
- 1937年 - 伊藤光夫、モーターサイクル・ロードレースライダー（+ 2019年）
- 1937年 - 加藤雅、経済学者（+ 2005年）
- 1937年 - 葉山莞児、大成建設代表取締役会長
- 1937年 - 藤谷光信、政治家、僧侶
- 1937年 - 柴田光蔵、法学者（+ 2022年）
- 1937年 - 坪井章子、声優、ナレーター
- 1938年 - 椋尾篁、アニメーション美術監督（+ 1992年）
- 1938年 - 松旭斎すみえ、奇術師（+ 2023年）
- 1938年 - 今泉幸雄、元プロ野球選手（+ 2009年）
- 1938年 - 楠部三吉郎、シンエイ動画プロデューサー（+ 2020年）
- 1938年 - フランク・ランジェラ、俳優
- 1938年 - 白井博文、政治家、裁判官、弁護士
- 1938年 - 上田正治、日本映画の撮影監督（+ 2025年）
- 1938年 - 黒田恭一、音楽評論家（+ 2009年）
- 1938年 - フアード・マアスーム、政治家
- 1938年 - 中村晃毅、政治家（+ 2012年）
- 1938年 - 蕭泰然、作曲家（+ 2015年）
- 1939年 - 池田昌子、声優
- 1939年 - 荒木伸吾、アニメーター（+ 2011年）
- 1939年 - 粟森喬、政治家（+ 2023年）
- 1939年 - ウィリー・ホワイト、陸上競技選手（+ 2007年）
- 1939年 - 小島三児、コメディアン、俳優（+ 2001年）
- 1939年 - ミシェル・メルシェ、女優
- 1939年 - 新井光、脚本家（+ 2003年）
- 1939年 - 富田一雄、競泳選手
- 1939年 - 萩原津年武、放送作家
- 1939年 - 安達治彦、ラジオパーソナリティ、タレント（+ 2000年）
- 1939年 - 吉田光昭、ウイルス学者、分子生物学者
- 1939年 - 平田哲男、歴史学者（+ 2016年）
- 1939年 - 林邦史朗、殺陣師、俳優（+ 2015年）
- 1939年 - 伊井篤史、俳優、声優（+ 2020年）
- 1939年 - フィル・リード、オートバイレーサー（+ 2022年）
- 1939年 - 小川元、政治家、外交官（+ 2024年）
- 1940年 - 加藤一二三、将棋棋士
- 1940年 - 九里一平、漫画家、タツノコプロダクション社長（+ 2023年)
- 1940年 - 石原碩夫、元プロ野球選手
- 1940年 - 山本久夫、元プロ野球選手
- 1940年 - 草原タカオ、漫画家、イラストレーター（+ 2018年）
- 1940年 - 荒川文夫、元大相撲力士
- 1940年 - シャーリ・ラースロー、作曲家、ピアニスト
- 1940年 - 本多晋、俳優
- 1940年 - 若天龍祐三、元大相撲力士
- 1940年 - 青木勝治、弁護士（+ 2011年）
- 1940年 - ケイコ・マクドナルド、日本学者（+ 2008年）
- 1940年 - 田島荘三、音響監督（+ 2021年）
- 1940年 - 井上輝夫、フランス文学者、詩人（+ 2015年[31]）
- 1940年 - 田畑治、臨床心理学者
- 1940年 - 吉村英夫、映画評論家、著作家
- 1940年 - 沢渡朔、写真家
- 1940年 - レオナルド・サスキンド、物理学者
- 1941年 - 堀田明、元プロ野球選手
- 1941年 - 沓掛良彦、比較文学者
- 1941年 - ジョゼフ・ベサラ、ボクサー（+ 2010年）
- 1941年 - ガーランド・ランドール、プロボクサー（+ 1967年）
- 1941年 - 薄井信明、大蔵官僚
- 1941年 - 沢井一恵、箏曲家
- 1941年 - 市野紀生、実業家（+ 2023年）
- 1941年 - 小山靖憲、歴史学者（+ 2005年）
- 1941年 - 盛山毅、アナウンサー
- 1941年 - 鈴木松美、音響・音声研究家
- 1941年 - マーティン・エヴァンズ、科学者
- 1942年 - 淡路剛久、法学者
- 1942年 - 永易将之、元プロ野球選手（+ 2003年）
- 1942年 - 板東里視、元プロ野球選手（+ 1999年）
- 1942年 - 滝川博己、元プロ野球選手
- 1942年 - 若松市政、プロレスラー、プロレスマネージャー
- 1942年 - ゲナジ・サラファノフ、宇宙飛行士（+ 2005年）
- 1942年 - マリチ・マン・シンハ・シュレシュタ、政治家（+ 2013年）
- 1942年 - 豊原洋治、実業家
- 1942年 - 安藤国威、実業家
- 1942年 - 荻田伍、実業家
- 1942年 - 西山由之、実業家
- 1942年 - 顧冠仁、作曲家
- 1942年 - ブルーノ・アルカリ、プロボクサー
- 1942年 - 都出比呂志、考古学者　（+ 2025年）
- 1942年 - 米川功真、アニメーター（+ 2011年）
- 1942年 - フランシス・ロイセール、写真家、映画監督（+ 2020年）
- 1942年 - 志村年子、オペラ歌手
- 1942年 - 仲田正機、経営学者
- 1942年 - 住岡英毅、教育学者
- 1942年 - 國下和男、政治家
- 1942年 - 浅岡重輝、レーシングドライバー、モータージャーナリスト
- 1942年 - 日向一雅、国文学者
- 1942年 - ブライアン・カーニハン、計算機科学者
- 1942年 - カントリー・ジョー・マクドナルド、歌手
- 1942年 - アラサン・ワタラ、テクノクラート、政治家
- 1942年 - スコット津村、ゲームクリエイター
- 1943年 - 尾崎紀世彦、歌手（+ 2012年）
- 1943年 - 佐藤元彦、元プロ野球選手
- 1943年 - 鈴木春祥、高校野球指導者
- 1943年 - リチャード・セネット、社会学者
- 1943年 - 久保昌三、実業家
- 1943年 - スタンリー・カメル、俳優（+ 2008年）
- 1943年 - ドン・ノヴェロ、コメディアン、俳優、声優、歌手
- 1943年 - 堀内昶、物理学者
- 1943年 - 加藤雄大、日本映画の撮影監督
- 1943年 - 長谷川憲正、政治家
- 1943年 - 永田和弘、歯科医、歯学者
- 1943年 - ラリー・クラーク、映画監督、写真家、作家、映画プロデューサー
- 1943年 - 本山美彦、経済学者
- 1943年 - 長部稔、建築家
- 1943年 - 広野允士、通産官僚、政治家
- 1944年 - 飯島秀雄、元陸上競技選手、元プロ野球選手
- 1944年 - オマル・アル＝バシール、スーダン大統領
- 1944年 - 香山美子、女優
- 1944年 - 柏村武昭、アナウンサー、政治家
- 1944年 - 国貞泰汎、元プロ野球選手
- 1944年 - 野口竜、漫画家（+ 2012年）
- 1944年 - ジミー・ハート、プロレスマネージャー
- 1944年 - 山崎正、アナウンサー（+ 2023年）
- 1944年 - ジュマベク・イブライモフ、政治家（+ 1999年）
- 1944年 - アブドゥル・ハーミド、政治家
- 1944年 - ザファルッラー・カーン・ジャマーリー、政治家（+ 2020年）
- 1944年 - 宝木範義、美術評論家
- 1944年 - 田村志津枝、ノンフィクション作家、映画研究家
- 1944年 - 高嶋達佳、実業家
- 1944年 - アリ・オスマン・タハ、政治家
- 1944年 - 工藤元司郎、競輪選手、競輪評論家
- 1944年 - 野中和夫、ボートレーサー
- 1944年 - 角南攻、漫画編集者（+ 2014年）
- 1944年 - 工藤明子、女優
- 1944年 - 早河洋、テレビ朝日代表取締役会長兼CEO
- 1944年 - 小林興起、政治家
- 1945年 - 角淳一、アナウンサー、司会者 ※戸籍上の誕生日。実際の出生日は1944年12月30日
- 1945年 - 熊谷貞俊、政治家
- 1945年 - リュトガー・ザフランスキー、著述家
- 1945年 - ジャッキー・イクス、レーシングドライバー
- 1945年 - 島津尚純、政治家（+ 2010年）
- 1945年 - 西村緋祿司、映像作家
- 1945年 - 竹貫元勝、歴史学者（+ 2021年）
- 1946年 - 槇大輔、ナレーター
- 1946年 - 小笠原正一、元プロ野球選手
- 1946年 - ロベルト・リベリーノ、サッカー選手
- 1946年 - タチヤナ・ジュク、フィギュアスケート選手
- 1946年 - ユーリ・エヴドキモフ、政治家
- 1946年 - ウノ・カマキリ、漫画家
- 1946年 - 河野栄子、実業家
- 1946年 - 内田伸子、心理学者
- 1946年 - ミレーナ・カノネロ、映画衣裳デザイナー
- 1946年 - 舘暲、システム工学者
- 1946年 - 秀島一生、旅行・航空評論家、サービスコンサルタント
- 1946年 - 海野一幸、実業家
- 1947年 - ジョン・コーザイン、ニュージャージー州知事
- 1947年 - 城島正光、政治家
- 1947年 - ウラジーミル・チトフ、宇宙飛行士
- 1947年 - カムバラルィ・コンガンチエフ、政治家、検察官
- 1947年 - 阪本壽明、政治家、愛媛県北宇和郡松野町長
- 1947年 - 政岡としや、漫画家
- 1947年 - 柳田英明、レスリング選手
- 1947年 - 吉田啓一郎、映画監督、テレビ演出家
- 1947年 - 楠本見江子、女優
- 1947年 - ジェイムズ・グラスマン、論説者、ジャーナリスト、外交官、作家
- 1947年 - 上田浩二、ドイツ文化研究者、同時通訳者、翻訳者
- 1947年 - 谷口智治、事業家、全国経営者団体連合会の理事長
- 1947年 - 魚住勉、コピーライター、作詞家
- 1947年 - 塩野米松、作家
- 1947年 - 根岸一正、俳優
- 1947年 - 小野川公三郎、俳優
- 1948年 - 阿野鉱二、元プロ野球選手
- 1948年 - 佐藤正雄、騎手、調教師
- 1948年 - 栗崎日出男、元プロ野球選手
- 1948年 - ジョー・ペタグノ、アートデザイナー、イラストレーター
- 1948年 - 菅麻貴子、作詞家
- 1948年 - 谷口維紹、免疫学者
- 1948年 - 岡村道雄、考古学者
- 1948年 - 舘昭、教育行政学者
- 1948年 - 安楽好正、イベントクリエーター、プランナー、プロデューサー、政治家
- 1948年 - ディック・クァックス、陸上競技選手
- 1948年 - 北條元子、翻訳家
- 1948年 - 宮崎恭一、音楽・映画プロデューサー
- 1948年 - 森昌夫、研究者
- 1948年 - 浅香正博、医師
- 1948年 - 落希一郎、ワイン醸造家、篤農家
- 1948年 - 辻理、映画監督、テレビドラマ演出家、ゲームクリエイター
- 1948年 - 川村真樹、女優、歌手
- 1948年 - 山田厚史、ジャーナリスト
- 1948年 - パーヴェル・グラチョフ、軍人、政治家（+ 2012年）
- 1948年 - 三角洋一、国文学者（+ 2016年）
- 1948年 - 今井浩三、医学者
- 1949年 - 薄井ゆうじ、作家
- 1949年 - 久利一、放送作家
- 1949年 - 沢田亜矢子、女優
- 1949年 - 千田正穂、アナウンサー
- 1949年 - 高田渡、歌手（+ 2005年）
- 1949年 - 永田萠、絵本作家
- 1949年 - 平山英雄、プロ野球選手（+ 2021年）
- 1949年 - Mr.マリック、マジシャン ※戸籍上の誕生日。実際の出生日は1948年12月29日
- 1949年 - ニコライ・ソロフツォフ、軍人
- 1949年 - 但漢章、映画監督、脚本家、映画評論家（+ 1990年）
- 1949年 - 叶修二、歌手（+ 2014年）
- 1949年 - アリ・カディム、サッカー選手（+ 2018年）
- 1949年 - ウッシー・ライヒ、映画プロデューサー
- 1949年 - 浮島敏男、政治家
- 1949年 - ウラジーミル・ブルガコフ、軍人
- 1949年 - 吉田克己、法学者
- 1949年 - 池上良正、宗教学者
- 1949年 - 丸本百合子、産婦人科医
- 1949年 - イェラ・シュピトコヴァー、ヴァイオリン奏者
- 1949年 - マックス・アズリア、ファッションデザイナー
- 1949年 - 星光子、女優
- 1949年 - ポーラ・チョイ、歌手
- 1949年 - 羅祥安、実業家
- 1949年 - 若林久、実業家
- 1950年 - ディーパ・メータ、映画監督
- 1950年 - ロニー・ユー、映画監督
- 1950年 - 根岸雄一、声優、ナレーター（+ 2002年）
- 1950年 - 林栄一、ジャズ・サクソフォーン奏者
- 1950年 - 新井孝重、日本史学者
- 1950年 - 中山蛙、漫画家
- 1950年 - 八尾師誠、歴史学者
- 1950年 - ヴォルフガング・カシューバ、民俗学者
- 1950年 - モーガン・フィッシャー、キーボード奏者、作曲家、アーティスト
- 1950年 - 三谷博、歴史学者
- 1950年 - どおくまん、漫画家
- 1950年 - ブルース・グレンヴィル、芸術家
- 1950年 - パンタレオ・コルヴィーノ、スポーツディレクター
- 1950年 - ジェラード・マクソーリー、俳優

- 1951年 - 風見潤、小説家、翻訳家
- 1951年 - 武宮正樹、囲碁棋士
- 1951年 - 夢枕獏[32]、小説家
- 1951年 - 高橋源一郎、作家、競馬評論家
- 1951年 - 村上秀一、ドラマー（+ 2021年）
- 1951年 - 小林一枝、アナウンサー
- 1951年 - ハンス＝ヨアヒム・スタック、F1ドライバー
- 1951年 - ナーナー・パテーカル、映画俳優
- 1951年 - 小野沢良子、スピードスケート選手
- 1951年 - 宗石大、騎手
- 1951年 - ヤクプ・クラスニチ、政治家
- 1951年 - 内田国夫、騎手、調教助手
- 1951年 - 竹中裕紀、実業家
- 1951年 - 福井裕子、女優
- 1951年 - 相川司、評論家
- 1952年 - アン・ソンギ、俳優
- 1952年 - マリーナ・クドリャフツェワ、フィギュアスケート選手
- 1952年 - 若松修、日本コンパクトディスク・ビデオレンタル商業組合専務理事
- 1952年 - 岩尾龍太郎、哲学者、比較文学者（+ 2010年）
- 1952年 - イブラヒム・タトルセス、ポップ・フォーク歌手、俳優
- 1952年 - ニコライ・ドゥードフ、政治家
- 1952年 - 冨谷至、古代中国史学者
- 1952年 - ハマド・ビン・ハリーファ・アール＝サーニー、カタール首長
- 1952年 - 護得久栄昇、護得久流民謡研究所会長
- 1953年 - 国友やすゆき、漫画家
- 1953年 - アルファ・ブロンディ、レゲエ歌手
- 1953年 - フィリップ・ドスト＝ブラジ、政治家
- 1953年 - 武井雅昭、政治家
- 1953年 - 近藤義之、プロ野球選手
- 1953年 - フルヘンシオ・オベルメヒアス、プロボクサー
- 1953年 - 深津睦夫、国文学者
- 1953年 - 奥田正昭、裁判官
- 1953年 - 秋元義孝、外交官
- 1953年 - ゲーリー・E・ジョンソン、政治家、実業家
- 1953年 - 湯沢多喜子、AV女優
- 1954年 - ぶるうたす、お笑いタレント
- 1954年 - 永丘昭典、アニメ監督
- 1954年 - マアティア・トアファ、政治家
- 1954年 - 工藤章、レスリング選手
- 1954年 - 諸橋精光、僧侶、絵本作家、紙芝居作家
- 1954年 - ロバート・メネンデス、政治家
- 1954年 - 大澤健一、指揮者、テューバ奏者、編曲家
- 1954年 - 大和正樹、漫画家
- 1954年 - やすみ哲夫、アニメ監督、アニメ演出家、脚本家
- 1954年 - 廣木隆一、映画監督、脚本家、俳優
- 1955年 - ラマー・ホイト、元プロ野球選手（+ 2021年）
- 1955年 - 鈴木政一、サッカー選手、指導者
- 1955年 - ワイ・カーファイ、脚本家、映画監督
- 1955年 - ボブ・オーチンコ、元プロ野球選手
- 1955年 - 高橋秀樹、放送作家、著述家、教育評論家、自閉症研究者、心理学者
- 1955年 - 三浦一年、作曲家、編曲家
- 1956年 - 役所広司、俳優 ※戸籍上の誕生日。実際の出生日は1955年12月27日
- 1956年 - 大友康平、歌手
- 1956年 - セルゲイ・アヴデエフ、宇宙飛行士
- 1956年 - 荒木秀夫、実業家
- 1956年 - ミルダ・アウグリーテ、ジャーナリスト
- 1956年 - マイク・ミッチェル、バスケットボール選手（+ 2011年）
- 1956年 - 木村敏文、政治家
- 1956年 - 高畑俊一、実業家
- 1956年 - 対中いずみ、俳人
- 1956年 - 齊藤昇、アメリカ文学者
- 1956年 - クリスティーヌ・ラガルド、政治家、弁護士
- 1956年 - マーク・R・ヒューズ、実業家（+ 2000年）
- 1956年 - シーラ・マッカーシー、女優
- 1957年 - 野呂一生、ギタリスト（カシオペア）
- 1957年 - ラマズ・シェンゲリア（英語版）、サッカー選手（+ 2012年）
- 1957年 - 中野昌宏、演出家、テレビディレクター
- 1957年 - 清嶋彰一、競輪選手、バレーボール選手
- 1957年 - 巻島康一、俳優、声優
- 1957年 - 伊藤公人、競輪選手（+ 2018年）
- 1957年 - 掛須秀一、編集技師
- 1957年 - 高瀬将嗣、殺陣師、映画監督（+ 2020年[33]）
- 1958年 - しりあがり寿、漫画家
- 1958年 - 芦沢真矢、元プロ野球選手
- 1958年 - グランドマスター・フラッシュ、DJ
- 1958年 - フレミング・ラスムッセン（英語版）、サウンドエンジニア
- 1958年 - 松井八知栄、プロボウラー
- 1958年 - 岡村和義、レーサー
- 1958年 - 久保田道徳、演出家、事業家
- 1958年 - 難波一弘、緑山スタジオ・シティ代表取締役社長
- 1958年 - 石井浩、俳優、アクションコーディネーター
- 1958年 - 瀬川拓郎、考古学者、アイヌ研究者
- 1959年 - アザリ・アスマニ、コモロ大統領
- 1959年 - ポップコーン正一、お笑いタレント
- 1959年 - ポップコーン正二、お笑いタレント
- 1959年 - 山本貴嗣、漫画家
- 1959年 - アブドゥルアフド・ムハンマド、宇宙飛行士
- 1959年 - ミシェル・オンフレ、哲学者
- 1959年 - 石田好伸、アナウンサー
- 1959年 - 一木ひろし、ものまねタレント
- 1959年 - ウラジーミル・プチコフ、政治家
- 1959年 - 牧野京夫、政治家
- 1959年 - 森田つぐみ、歌手、アイドル
- 1959年 - 川村卓正、編集者、作家、応用技術クリエイター
- 1959年 - 許峰雄、計算機科学者
- 1960年 - 青沼貴子、漫画家
- 1960年 - 佐藤元、アニメーター、漫画家
- 1960年 - 柳下正明、サッカー選手、監督
- 1960年 - 塚本晋也、映画監督
- 1960年 - マイケル・シーバート、フィギュアスケート選手
- 1960年 - マリオ・リーベルス、フィギュアスケート選手
- 1960年 - メクダシ・カリル、俳優
- 1960年 - 太田あや子、女優
- 1960年 - 成田はじめ、脚本家、放送作家
- 1960年 - セルゲイ・ダニリン、リュージュ選手
- 1960年 - 小金澤篤子、女優、声優
- 1960年 - 好井ひとみ、女優
- 1960年 - 梁邦彦、キーボーディスト、作曲家、編曲家、音楽プロデューサー
- 1960年 - 中森明夫、コラムニスト、編集者、アイドル評論家
- 1961年 - 星里もちる、漫画家
- 1961年 - 高野浩幸、俳優
- 1961年 - 笑福亭岐代松、落語家
- 1961年 - 藤岡健一、調教師
- 1961年 - 武智幸徳、新聞記者
- 1961年 - アルティナイ・アスィルムラートワ、バレエダンサー
- 1961年 - 伴野豊、政治家
- 1961年 - 山口一臣、ジャーナリスト兼編集者
- 1961年 - セルゲイ・グラジエフ、政治家、経済学者
- 1961年 - オレグ・リャボフ、外交官、ロシア鉄道日本総代表
- 1962年 - 松浦晋也、ノンフィクション作家、科学ジャーナリスト
- 1962年 - 徳永エリ、政治家
- 1962年 - 森浩二、元プロ野球選手
- 1962年 - ジョゼ・エベラウド、サッカーコーチ、監督
- 1962年 - 斎藤文彦、編集者、ライター、コラムニスト、構成作家、プロレス解説者
- 1963年 - 佐藤正、漫画家
- 1963年 - ジャン＝マルク・グーノン、レーシングドライバー
- 1963年 - アルベリゴ・エヴァーニ、サッカー選手
- 1963年 - ドラジェン・ラディッチ、サッカー選手
- 1963年 - 西村寿一、声優、アナウンサー
- 1963年 - 宮原義久、政治家
- 1963年 - 北島秀一、フードライター、ラーメン評論家（+ 2014年）
- 1963年 - 福良伴昭、プログラマ、実業家
- 1963年 - 高田元広、日テレ・ライフマーケティング社長
- 1963年 - 小針進、政治学者
- 1963年 - 菊地一浩、俳優、声優、演出家
- 1963年 - 金仁淑、小説家
- 1963年 - 福留朗裕、三井住友銀行頭取
- 1964年 - ジミー大西、タレント、画家
- 1964年 - ぴろき、お笑いタレント
- 1964年 - 増田明美、陸上競技マラソン選手、スポーツコメンテーター
- 1964年 - 白石海夕希、アナウンサー、気象予報士
- 1964年 - 土家歩、俳優（+ 1990年）
- 1964年 - ロン・ギルバート、ゲームデザイナー
- 1964年 - カーラ・シーモア、女優
- 1964年 - ディディ・ファイファー、女優
- 1964年 - 小池一弘、経営者
- 1964年 - サイモン・シン、プロデューサー、ジャーナリスト、サイエンス・ライター
- 1965年 - 舛成孝二、アニメ監督、演出家
- 1965年 - アラン・マック、映画監督、脚本家、映画プロデューサー
- 1965年 - 北川剛、歌手、俳優
- 1965年 - 永福一成、漫画家、僧侶
- 1965年 - 池田直隆、歴史学者
- 1965年 - 近藤郁美、元AV女優、タレント
- 1965年 - 東野美紀、ゲームミュージックの作曲家
- 1965年 - 松尾茂文、実業家
- 1966年 - 北勝鬨準人、元大相撲力士、年寄12代伊勢ノ海
- 1966年 - 吉田隆義、ボートレーサー
- 1966年 - アンドリュー・マクドナルド、映画プロデューサー
- 1966年 - チェット・ブルックス、アメリカンフットボール選手
- 1966年 - 千葉智宏、アニメ脚本家、小説家
- 1966年 - 増田雅人、ゲームクリエイター
- 1966年 - 江尻裕一、実業家
- 1966年 - 葉山瑶子、AV女優
- 1967年 - 北川みゆき、漫画家
- 1967年 - スペンサー・チュニック、写真家
- 1967年 - ゴーシャ・サー、フィギュアスケート選手
- 1967年 - 安藤洋子、舞踏家
- 1967年 - パブリュック・イゴール、作家
- 1967年 - 中嶋宏太郎、俳優
- 1967年 - 岡嶋和幸、写真家
- 1967年 - 宝来みずほ、AV女優
- 1967年 - 小川勝広、映画プロデューサー
- 1967年 - フアンマ・バホ・ウジョア、映画監督、脚本家
- 1967年 - 西本朱希、ボディビルダー
- 1967年 - 安藤美保、歌人（+ 1991年）
- 1967年 - 坂上昭子、アナウンサー
- 1967年 - リホ・ブルーノ・ブラマニス、ハンドボール選手、指導者
- 1967年 - 美波志保、AV女優
- 1967年 - 尾見康博、心理学者
- 1967年 - フアンホ・ガルニド、漫画家、イラストレーター、アニメーター
- 1967年 - 中島徳至、実業家
- 1968年 - ダヴォール・シューケル、サッカー選手
- 1968年 - 山田恭弘、アナウンサー
- 1968年 - 守尾崇、作曲家、編曲家、キーボーディスト
- 1968年 - 牛窪恵、マーケティングライター、マーケティング評論家
- 1968年 - 立花優、AV女優
- 1968年 - 伊崎寿克、声優
- 1968年 - ガイ・メッツァー、総合格闘家
- 1968年 - あずま樹、AV女優
- 1968年 - 江口洋介、俳優
- 1969年 - ビエンベニド・セデーニョ、元野球選手
- 1969年 - 春風亭鯉枝、落語家
- 1969年 - UJT、漫画家、イラストレーター
- 1969年 - ヴァーン・トロイヤー、俳優（+ 2018年）
- 1969年 - 鮪男、俳優、お笑い芸人
- 1969年 - モリス・チェストナット、俳優
- 1969年 - 大友園子、AV女優
- 1969年 - パウロ・セルジオ・ローザ、サッカー選手
- 1969年 - 滝沢涼子、女優
- 1969年 - 能勢一幸、クイズ王
- 1970年 - ディスコ・マシン、プロレスラー
- 1970年 - ツツミヒロユキ、ゲームデザイナー、演出家
- 1971年 - 草場道輝、漫画家
- 1971年 - 川口正、元プロ野球選手
- 1971年 - リチャード・ペイン、キーボーディスト
- 1971年 - 河田京子、フリーアナウンサー、ラジオパーソナリティ
- 1971年 - ルスタム・アブドゥラエフ、プロサッカー選手
- 1971年 - 山田泰誠、騎手、調教助手
- 1971年 - クリス・ポッター、ジャズミュージシャン、サックス、バスクラリネット、フルート奏者、作曲家
- 1971年 - エズラ・ワイズ、声優、俳優、音響監督
- 1972年 - 垣花正、アナウンサー
- 1972年 - 善村一仁、元プロ野球選手
- 1972年 - アリエル・ボレロ、元野球選手
- 1972年 - リリアン・テュラム、サッカー選手
- 1972年 - ギャレット・ゴメス、騎手（+ 2016年）
- 1972年 - ジノ・デラフォース、歌手、アコーディオン奏者
- 1972年 - アスガル・ファルハーディー、映画監督
- 1972年 - シャルル・ブレ・グデ、政治運動家
- 1972年 - オズレム・オズチェリック、バレーボール選手
- 1972年 - 堀伸浩、アナウンサー
- 1972年 - 日吉正和、調教師、騎手
- 1972年 - 榎本憲志郎、俳優
- 1972年 - 山本剛正、政治家
- 1972年 - 増田仁子、柔道家
- 1972年 - ジェニファー・ヘイル、俳優、声優、歌手
- 1973年 - 庵谷鷹志、キックボクサー
- 1973年 - 鈴木慶江、オペラ歌手
- 1973年 - 又吉浩、アニメーション作家
- 1973年 - ダニー・ロイド、俳優
- 1973年 - 牧野かなり、AV女優
- 1973年 - 四月朔日義昭、ギタリスト、作曲家、編曲家、プロデューサー
- 1974年 - ケビン・バーン、元プロ野球選手
- 1974年 - リカルド・フェデリコ・ロドリゲス・アントゥネス、プロサッカー選手
- 1974年 - 国見真菜、元AV女優
- 1974年 - 千葉朱里、アナウンサー
- 1974年 - 佐藤久成、ヴァイオリン奏者
- 1974年 - 金沢知樹、脚本家、演出家、構成作家、俳優、お笑い芸人
- 1974年 - ニック・サヴォイ、実業家、作家
- 1974年 - フアン・パブロ・レベージャ、映画監督、脚本家（+ 2006年）
- 1974年 - 中脇初枝、小説家、児童文学作家
- 1975年 - 真瀬樹里、女優
- 1975年 - 尾田栄一郎、漫画家
- 1975年 - フェルナンド・タティス、元プロ野球選手
- 1975年 - 須藤あゆみ、AV女優
- 1975年 - 久路あかり、女優、宝塚歌劇団・宙組娘役
- 1975年 - ミリアム・ラマール、プロボクサー
- 1975年 - 和希優子、元AV女優
- 1976年 - 庄司智春、お笑いタレント（品川庄司）
- 1976年 - 成田郁久美、バレーボール選手
- 1976年 - タンク、R&Bシンガー
- 1976年 - 臺光章、バレーボール選手
- 1976年 - マルコ・トピッチ、サッカー選手
- 1976年 - 西達彦、アナウンサー
- 1976年 - 戸沼智貴、殺陣師
- 1976年 - 佐藤春詠、サッカー選手
- 1976年 - 渡瀬りえ、AV女優
- 1976年 - 鈴木秀明、キックボクシング指導者、元キックボクサー
- 1976年 - 光岡映二、総合格闘家
- 1976年 - 小池絵美子、AV女優
- 1977年 - 言承旭（ジェリー・イェン）、歌手
- 1977年 - ハサン・サリハミジッチ、サッカー選手
- 1977年 - 黒瀬友美、女優
- 1977年 - 岩名美樹、気象予報士
- 1977年 - 田中聖二、プロボクサー
- 1977年 - カット・カルフーン、ラッパー
- 1978年 - クリス・レムシュ、俳優
- 1978年 - イングリダ・スニスキーネ、フィギュアスケート選手、コーチ
- 1978年 - アン・サクラート、プロボクサー
- 1978年 - グザヴィエ・サマン、サッカー選手
- 1978年 - 富岡晃一郎、俳優
- 1978年 - ヨアン・ディニズ、陸上競技選手
- 1978年 - カリカナタ、お笑い芸人
- 1978年 - 益田正洋、クラシックギタリスト
- 1978年 - 山浦雅大、脚本家
- 1979年 - ヴィディヤー・バーラン、女優
- 1979年 - 堂本光一、歌手（DOMOTO）
- 1979年 - Remi、ファッションモデル
- 1979年 - ブロディ・ダル（英語版）、歌手
- 1979年 - ギセラ（英語版）、歌手
- 1979年 - 鳩山二郎、政治家
- 1979年 - ファディ・エル・ハティブ、バスケットボール選手
- 1979年 - ナタリー・ブラウン、プロボクサー
- 1979年 - Sekishino、音楽家、写真家
- 1980年 - 箕輪はるか、お笑いタレント（ハリセンボン）
- 1980年 - リッチー・フォークナー、ギタリスト
- 1980年 - ダニエル・サプロション、キックボクサー
- 1980年 - エリン・ノルデグレン、ファッションモデル
- 1980年 - 川崎郁美、タレント、モデル
- 1980年 - 不老伸行、元サッカー選手、サッカー指導者
- 1980年 - 綾真澄、陸上競技選手
- 1980年 - 鄭載勳、元プロ野球選手、野球指導者

- 1981年 - 稲田光穂、シンガーソングライター
- 1981年 - ムラデン・ペトリッチ、サッカー選手
- 1981年 - ゾルト・バウムガルトナー、F1ドライバー
- 1981年 - 藤野素宏、プロバスケットボール選手
- 1981年 - ヤシン・アブデサドキ、サッカー選手
- 1981年 - ジョナス・アームストロング、俳優
- 1981年 - 瀬田元吾、元サッカー選手、指導者
- 1981年 - オスカル・ミニャンブレス、サッカー選手
- 1981年 - ウィリアム・ディンダー、キックボクサー
- 1981年 - 森永淳、競艇選手
- 1981年 - 仲井良太、洋画家、水彩画家
- 1982年 - 坂部友宏、アナウンサー
- 1982年 - 林智勝、プロ野球選手
- 1982年 - ダビド・ナルバンディアン、テニス選手
- 1982年 - エヒディオ・アレバロ・リオス、サッカー選手
- 1982年 - コラリー・クレモン、歌手
- 1982年 - ベノワ・アングブワ、元サッカー選手
- 1982年 - ノニ・テンゲ、プロボクサー
- 1982年 - ジョアン・カルロス・ピント・チャヴェス、サッカー選手
- 1982年 - 堀水宏次郎、射撃選手
- 1982年 - セバスティアン・パルド、サッカー選手
- 1983年 - 小林恵美、元タレント
- 1983年 - 廣川明美、アナウンサー
- 1983年 - カラム・ダヴェンポート、元サッカー選手、指導者
- 1983年 - ダニエル・ハルケ・ゴンザレス、サッカー選手（+ 2009年）
- 1983年 - メレーン・ウォーカー、陸上選手
- 1983年 - 永見佳織、アナウンサー
- 1983年 - 杉山琢也、元サッカー選手
- 1983年 - モハマド・ファジリ・サーリ、サッカー選手
- 1983年 - アンヘル・デアルベルト、元サッカー選手
- 1983年 - 華月まなか、AV女優
- 1983年 - ジュリアン・ドラン、テノール歌手
- 1984年 - 朝井秀樹、元プロ野球選手
- 1984年 - パオロ・ゲレーロ、サッカー選手
- 1984年 - フェルナンド・サン・エメテリオ、バスケットボール選手
- 1984年 - タヒール・メンチチ、キックボクサー
- 1984年 - 加納麻衣、ローカルタレント
- 1984年 - マリック・バディアヌ、プロバスケットボール選手
- 1984年 - 須上佳名子、女優、小説家、芸人
- 1984年 - ニール・ワグナー、プロ野球選手
- 1984年 - ジェイスマ・サイディ・ンドゥレ、陸上競技選手
- 1985年 - 長嶋美紗、女優
- 1985年 - ヤディル・ムヒカ、野球選手
- 1985年 - スティーヴン・デイヴィス、サッカー選手
- 1985年 - ティアゴ・スプリッター、プロバスケットボール選手
- 1985年 - オスカル・ガット、ロードバイク選手
- 1985年 - 麻倉ひばり、タレント
- 1985年 - 小池吉崇、メディアディレクター、水球選手
- 1985年 - アンドレ・ヒューズ、野球選手
- 1985年 - クリス・カヨール、バスケットボール選手
- 1985年 - イブラヒマ・カマラ、サッカー選手
- 1985年 - 髙橋健史、元サッカー選手
- 1985年 - ファヘド・アタル、サッカー選手
- 1985年 - ホセ・マヌエル・カタラ、サッカー選手
- 1985年 - エドガー・ベルツクス、オリエンテーリング選手、陸上競技選手
- 1985年 - 拳王、プロレスラー
- 1985年 - 朝比奈ハル、AV女優
- 1985年 - 渋谷ザニー、ファッションデザイナー
- 1985年 - ハン・スジン、女優
- 1986年 - 浜田翔子、タレント、グラビアアイドル
- 1986年 - 吉良俊則、元プロ野球選手
- 1986年 - コリン・モーガン、俳優
- 1986年 - グレン・デイビス、バスケットボール選手
- 1986年 - パブロ・クエバス、テニス選手
- 1986年 - ソンミン、アイドル、俳優（SUPER JUNIOR）
- 1986年 - イバナ・イサイロビッチ、バレーボール選手
- 1986年 - マツセダイチ、漫画家
- 1986年 - 丹佳夫、お笑いタレント
- 1986年 - 小森亮介、総合格闘家
- 1986年 - 山下裕史、ラグビー選手
- 1986年 - マラト・ビクマエフ、サッカー選手
- 1986年 - ニック・ハガダン、プロ野球選手
- 1987年 - メリル・デイヴィス、フィギュアスケート選手
- 1987年 - 石川優実、元グラビアアイドル
- 1987年 - ナナ・ザグニゼ（英語版）、チェス選手
- 1987年 - エスタ・フィリ、プロボクサー
- 1987年 - 張田昂、騎手
- 1987年 - 有田将太、ラグビー選手
- 1987年 - タケシマケンヂ、元プロレスラー
- 1987年 - 小田正浩、元ラグビー選手
- 1987年 - ジア・コッポラ、映画監督、脚本家
- 1987年 - アブドゥラー・オマル、サッカー選手
- 1987年 - 川田由起奈、歌手、タレント
- 1987年 - 菅野広恵、モデル、タレント
- 1987年 - ベン・アニック、サッカー選手
- 1987年 - タレク・エルリッチ、サッカー選手
- 1987年 - キム・ジュンス、アイドル、ミュージカル俳優（元東方神起、JYJ）
- 1987年 - キム・ムヨン、女優
- 1988年 - 松野井雅、タレント、女優
- 1988年 - ダラス・カイケル、プロ野球選手
- 1988年 - ロマン・シカール、自転車競技（ロードレース）選手
- 1988年 - クリスティナ・バウアー、バレーボール選手
- 1988年 - 香月亜耶乃、元タレント、元女優
- 1988年 - ケンダル・ワストン、プロサッカー選手
- 1988年 - オヌル・クヴラク、元サッカー選手
- 1988年 - 大島佐利、ラグビー選手
- 1988年 - アレックス・ラファエル・ダ・シウバ・アントニオ、サッカー選手
- 1988年 - 横山明日希、著作家、パフォーマー、数学者
- 1988年 - 梅舟惟永、女優
- 1988年 - パク・ドシク、俳優
- 1989年 - 江成正元、タレント
- 1989年 - ペ・グリン、女優
- 1989年 - ハン・ソヨン、女優
- 1989年 - エサイード・ベルカレム、サッカー選手
- 1989年 - アダム・オクルアシビリ、柔道選手
- 1989年 - シュテファン・ライナルツ、サッカー選手
- 1989年 - アデル・エネル、女優
- 1989年 - ジャレット・パーカー、プロ野球選手
- 1990年 - 東惇、元アナウンサー
- 1990年 - ゼイビア・エイブリー、プロ野球選手
- 1990年 - 土田瑞起、元プロ野球選手
- 1990年 - アリ・マールル、サッカー選手
- 1990年 - 李泰賢、囲碁棋士
- 1990年 - ルスラン・カムボロフ、サッカー選手
- 1990年 - ジョルディ・パブロ、サッカー選手
- 1990年 - 滑川剛人、ラグビー選手
- 1990年 - トルメイン・ジョンソン、アメリカンフットボール選手
- 1990年 - 米谷優、スキースロープスタイル・スキーハーフパイプ選手
- 1991年 - ドミニク・アボイ、サッカー選手
- 1991年 - ステイシー・マーティン、女優、ファッションモデル
- 1991年 - 山下壱平、実業家、ドローン評論家
- 1991年 - 小池理子、声優
- 1992年 - ジャック・ウィルシャー、サッカー選手
- 1992年 - 何可欣、体操選手
- 1992年 - マック・ホン・クアン、サッカー選手
- 1992年 - 山田由梨、女優、劇作家、演出家
- 1992年 - イバン・バジウ、サッカー選手
- 1992年 - 広瀬麻百合、女優
- 1992年 - 永友春菜、モデル、女優
- 1992年 - ダニエル・コフィ・アギエイ、サッカー選手
- 1992年 - 李赫、囲碁棋士
- 1992年 - シェイン・ダフィー、サッカー選手
- 1992年 - ヘルウィン・アンカハス、プロボクサー
- 1993年 - 麻田健人、俳優
- 1993年 - 谷村聡美、女優
- 1993年 - ジョン・フラナガン、サッカー選手
- 1993年 - アンドレ・ビヨゴ・ポコ、サッカー選手
- 1993年 - アブドゥライェ・ドゥクレ、サッカー選手
- 1993年 - ラリー・ナンス・ジュニア、プロバスケットボール選手
- 1993年 - エリカ・チブリシオ、総合格闘家
- 1993年 - 原嶋元久、俳優
- 1993年 - ミミ、元アイドル、女優（元gugudan）
- 1993年 - DPR LIVE、ラッパー
- 1994年 - イシアガ・シラ - サッカー選手
- 1994年 - ソカッチ・ベルナデッタ、フィギュアスケート選手
- 1994年 - ラマン・ウェイド・ジュニア - プロ野球選手
- 1995年 - サルダル・アズムン、サッカー選手
- 1995年 - ブライアン・ロチェス、サッカー選手
- 1995年 - ポピー、歌手、YouTuber
- 1995年 - 山岸明生、アメリカンフットボール選手
- 1996年 - 水石亜飛夢[34]、俳優
- 1996年 - 佐藤彩香、一輪車選手
- 1996年 - 北澤鞠佳、女優
- 1996年 - シッド・ネルソン、サッカー選手
- 1996年 - マフムド・ダフード、サッカー選手
- 1996年 - クン、アイドル（NCT、WayV）
- 1997年 - 久保田和音、 サッカー選手
- 1997年 - チドジー・アワジーム、サッカー選手
- 1997年 - 野村華鈴、元アイドル（フルーティー）
- 1997年 - 楊俊瀚、陸上競技選手
- 1997年 - アブダレラ・ハルーン、陸上競技選手
- 1998年 - ララ・ロビンソン、女優
- 1998年 - 佐藤未来、元子役
- 2000年 - 奥村鈴、バスケットボール選手
- 2000年 - エカテリーナ・アレクサンドロフスカヤ、フィギュアスケート選手（+ 2020年）
- 2001年 - アンガーリー・ライス、女優
- 2001年 - ウィンター、アイドル（aespa）
- 2001年 - 古賀悠聖[35]、将棋棋士
- 2001年 - 斉藤里奈、グラビアアイドル
- 2004年 - HARRY-JUNE、アイドル、ミュージシャン（DKB）
- 2004年 - 三浦理奈、女優
- 2005年 - 鈴木颯人、歌手、俳優（MAZZEL）
- 2007年 - 深田茉莉、スノーボード選手

- 生年不詳 - 花菱撫子、元アイドル（GEMS COMPANY）
- 生年不詳 - 原ミユキ、声優
- 生年不詳 - ハヤシケイ、音楽家、ボカロP

## 忌日
- 379年 - カイサリアのバシレイオス、キリスト教の教父・神学者（* 330年頃）
- 874年 - ハサン・アスカリー、イスラム教シーア派・十二イマーム派第11代イマーム（* 846年）
- 898年 - ウード、西フランク王（* 860年頃）
- 1204年 - ホーコン3世、ノルウェー王（* 1280年頃）
- 1255年（建長6年11月21日） - 足利義氏、武将（* 1189年）
- 1387年 - カルロス2世、ナバラ王（* 1332年）
- 1515年 - ルイ12世、フランス国王（* 1462年）
- 1554年 - ペドロ・デ・バルディビア、コンキスタドール（* 1500年）
- 1559年 - クリスチャン3世、デンマーク王（* 1503年）
- 1560年 - ジョアシャン・デュ・ベレー、詩人（* 1522年頃）
- 1561年（永禄3年12月16日） - 穴山信友、戦国武将（* 1506年?）
- 1617年 - ヘンドリック・ホルツィウス、画家（* 1558年）
- 1625年（寛永元年11月22日） - 米津田政、初代江戸北町奉行（* 1563年）
- 1641年（寛永17年11月20日） - 日誉、真言宗の僧（* 1556年）
- 1679年 - ヤン・ステーン、画家（* 1626年）
- 1716年 - マリー・カジミール・ド・ラ・グランジェ・ダルキアン、ポーランド王ヤン3世の妃（* 1641年）
- 1737年 - ピエール・アントニオ・ミケーリ、神父、植物学者（* 1679年）
- 1748年 - ヨハン・ベルヌーイ、数学者（* 1667年）
- 1758年 - アントニオ・コッキ（英語版）、医師、博物学者、作家（* 1695年）
- 1766年 - ジェームズ・フランシス・エドワード・ステュアート、イングランド・スコットランドの王位請求者（* 1688年）
- 1768年 - ジャン・レストゥー2世、画家（* 1692年）
- 1780年 - ヨハン・ルートヴィヒ・クレープス、作曲家（* 1713年）
- 1782年 - ヨハン・クリスティアン・バッハ、作曲家（* 1735年）
- 1787年 - アーサー・ミドルトン、アメリカ独立宣言署名者（* 1742年）
- 1793年 - フランチェスコ・グアルディ、画家（* 1712年）
- 1796年 - アレクサンドル＝テオフィル・ヴァンデルモンド（英語版）、数学者、音楽家、化学者、ヴァンデルモンドの行列式提唱者（* 1735年）
- 1817年 - マルティン・ハインリヒ・クラプロート、化学者（* 1743年）
- 1842年（天保12年11月20日） - 石坂宗哲、鍼医（* 1770年）
- 1848年 - フリードリヒ・カール・フォルベルク（英語版）、哲学者、古典学者（* 1770年）
- 1850年 - フリーデリケ・フォン・プロイセン、アンハルト＝デッサウ公レオポルト4世の妃（* 1796年）
- 1851年 - ヨハン・ハインリヒ・フリードリヒ・リンク、博物学者、植物学者（* 1767年）
- 1852年 - ジョン・ジョージ・チルドレン（英語版）、化学者、鉱物学者、動物学者、初代英国王立昆虫学会（英語版）会長
- 1854年 - フランシス・プレイス、社会改革運動家（* 1771年）
- 1856年 - ジョン・バーリン、政治家（* 1781年）
- 1859年 - 岩佐一亭、書家（* 1779年）
- 1861年 - 安積艮斎、朱子学者（* 1791年）
- 1862年 - ミハイル・オストログラツキー、数学者、力学研究者、物理学者（* 1801年）
- 1867年 - ピーター・ローソン・タフト、アメリカ合衆国大統領ウィリアム・タフトの父方の祖父（* 1785年）
- 1867年 - 荒井金助、役人（* 1808年）
- 1868年（慶応3年12月7日） - 宮川信吉、新選組隊士（* 1843年）
- 1868年 - 中井庄五郎、十津川郷士（* 1847年）
- 1869年 - ジェイムズ・ロングエーカー、肖像画家、彫刻師（* 1794年）
- 1872年 - 森一鳳、絵師（* 1798年）
- 1881年 - ルイ・オーギュスト・ブランキ、社会主義革命家（* 1805年）
- 1886年 - ネイサン・ブラウン、宣教師、聖書翻訳者、言語学者、奴隷制度廃止運動家（* 1807年）
- 1888年 - マリー・フォン・ヘッセン＝カッセル、ドイツのヘッセン＝カッセル家の公女（* 1804年）
- 1891年 - 愛新覚羅奕譞、清朝の皇族（* 1840年）
- 1891年 - 森下景端、岡山藩士（* 1824年）
- 1893年 - 山崎董洤、絵師（* 1817年）
- 1894年 - ハインリヒ・ヘルツ、物理学者（* 1857年）
- 1894年 - ヘンリー・ヴィゼテリー、出版事業者、作家（* 1820年）
- 1894年 - ナジェジダ・フォン・メック、資産家（* 1831年）
- 1901年 - イグナティウス・L・ドネリー（英語版）、政治家、作家、アトランティス研究者（* 1831年）
- 1901年 - 石井忠亮、官僚、元和歌山県知事、国営電話事業開設者[36]（* 1840年）
- 1905年 - マーベル・カーヒル、テニスプレーヤー（* 1863年）
- 1908年 - ミトロファン・ナディン、軍人（* 1839年）
- 1909年 - ジノヴィー・ロジェストヴェンスキー、軍人（* 1848年）
- 1910年 - ハリエット・パワーズ（英語版）、フォークアーティスト、キルト作家（* 1837年）
- 1912年 - 金成喜蔵、実業家、愛隣学校創設者（* 1824年）
- 1914年 - 小池正直、軍人（* 1854年）
- 1915年 - 岡田良一郎、実業家、衆議院議員（* 1839年）
- 1917年 - 小原雲心、いけばな小原流創始者（* 1861年）
- 1919年 - 西郷寅太郎、貴族院議員（* 1866年）
- 1921年 - テオバルト・フォン・ベートマン・ホルヴェーク、ドイツ帝国第5代首相（* 1856年）
- 1921年 - 栗本東明、医学博士（* 1853年）
- 1923年 - 初代春風亭梅枝、落語家（* 1819年）
- 1923年 - ウィリー・キーラー、プロ野球選手（* 1872年）
- 1923年 - ミック・キング、プロボクサー（* 1893年）
- 1926年 - 菊池九郎、武士（弘前藩士）、教育者、官吏、政治家（* 1847年）
- 1928年 - ロイ・フラー、ダンサー（* 1862年）
- 1929年 - バートン・ダウニング、自転車競技（トラックレース）選手（* 1885年）
- 1930年 - 南部利淳、南部家第43代当主（* 1884年）
- 1931年 - マルティヌス・ベイエリンク、微生物学者（* 1851年）
- 1931年 - 賀古鶴所、軍医、耳鼻咽喉科医（* 1855年）
- 1931年 - 8代目朝寝坊むらく、落語家（* 1882年）
- 1934年 - ヤーコプ・ヴァッサーマン、作家（* 1873年）
- 1934年 - 土屋暁春、浮世絵師（* 1866年）
- 1934年 - 佐々木安五郎、大陸浪人、政治家（* 1872年）
- 1937年 - グラフトン・エリオット・スミス（英語版）、解剖学者、エジプト学者（* 1871年）
- 1937年 - ジョン・グレッサム・メイチェン、長老派教会の神学者（* 1881年）
- 1941年 - 望月圭介、政治家、元逓信大臣・内務大臣（* 1867年）
- 1941年 - 市邨芳樹、教育者、学校の設置者（* 1868年）
- 1942年 - ヤロスラフ・イェジェク、作曲家（* 1906年）
- 1944年 - エドウィン・ラッチェンス、建築家（* 1869年）
- 1945年 - ホルスト＝ギュンター・フォン・ファッソング、ドイツ空軍のエース・パイロット（* 1919年）
- 1946年 - ウーゴ・オイエッティ、著作家、美術評論家、ジャーナリスト（* 1871年）
- 1948年 - 今村明恒、地震学者（* 1870年）
- 1948年 - 佐藤良平、政治家（* 1874年）
- 1949年 - 金原亭馬生 (9代目)、落語家（* 1887年）
- 1949年 - 宇野円空、宗教学者・民族学者（* 1885年）
- 1949年 - 粥川伸二、日本画家（* 1896年）
- 1951年 - 梨本宮守正王、皇族、陸軍大将、元帥（* 1874年）
- 1952年 - 林春雄、医学博士、薬理学者（* 1874年）
- 1953年 - 樋貝詮三、第37代衆議院議長（* 1890年）
- 1953年 - マクシム・プルカエフ、軍人（* 1894年）
- 1953年 - ルドミル・ルジツキ、作曲家、指揮者（* 1884年）
- 1955年 - 太田水穂、歌人・国文学者（*1876年）
- 1956年 - 服部達、文芸評論家（* 1922年）
- 1957年 - 青柳菁々、俳人（* 1901年）
- 1958年 - エドワード・ウェストン、写真家（* 1886年）
- 1958年 - アーネスト・ケナウェイ、病理学者、医師（* 1881年）
- 1958年 - ルイ・ブラランゲム、農学者、植物学者（* 1878年）
- 1959年 - 古川鈊三郎、軍人（* 1872年）
- 1959年 - 吉川安平、軍人（* 1873年）
- 1960年 - マーガレット・サラヴァン、女優（* 1909年）
- 1960年 - 上野山清貢、画家（* 1889年）
- 1961年 - 三田隆、俳優（* 1924年）
- 1962年 - ハンス・フォン・ザルムート、軍人（* 1888年）
- 1964年 - 佐藤運雄、歯学者（* 1879年）
- 1965年 - ルードビヒ・ブレーデ、フィギュアスケート選手（* 1894年）
- 1966年 - ヴァンサン・オリオール、政治家、フランス大統領（* 1884年）
- 1967年 - 能海、チベット仏教と禅宗臨済宗の僧（* 1886年）
- 1969年 - 中村福助 (高砂屋5代目)、歌舞伎役者（* 1910年）
- 1969年 - ロドニー・ヤノ、軍人（* 1943年）
- 1969年 - ブルーノ・ゼーダーシュトレーム、陸上競技選手（* 1881年）
- 1972年 - モーリス・シュヴァリエ、俳優、歌手（* 1888年）
- 1973年 - 森恒夫、連合赤軍最高幹部（* 1944年）
- 1974年 - チャールズ・E・ボーレン、外交官（* 1904年）
- 1975年 - 荻野久作、産婦人科医（* 1882年）
- 1975年 - アルフレッド・ランシング、ジャーナリスト、作家（* 1921年）
- 1977年 - 斎藤信治、西洋哲学研究者（* 1907年）
- 1977年 - 竹本小土佐、女義太夫の太夫（* 1872年）
- 1979年 - 大ノ濱勝治、力士（* 1909年）
- 1980年 - アドルフ・ドイチュ、作曲家（* 1897年）
- 1980年 - 後藤欣一、競輪選手（* 1930年）
- 1980年 - フランク・ワイコフ、陸上競技選手（* 1909年）
- 1981年 - セフェリノ・ガルシア、プロボクサー（* 1912年）
- 1981年 - ヘプシバ・メニューイン、ピアノ奏者（* 1920年）
- 1982年 - マーゴット・グレアム（英語版）、女優（* 1911年）
- 1982年 - エステラ・ブラン（英語版）、女優（* 1930年）
- 1982年 - ヴィクター・ブオノ、俳優、声優（* 1938年）
- 1983年 - 大矢正、政治家（* 1925年）
- 1984年 - 松尾國三、歌舞伎役者、実業家（* 1899年）
- 1984年 - アレクシス・コーナー、ミュージシャン（* 1928年）
- 1986年 - アルフレッド・ビンダ、自転車競技選手（* 1902年）
- 1986年 - 吉村寿雄、実業家、元富士ゼロックス（現:富士フイルムビジネスイノベーション）社長・会長（* 1906年）
- 1987年 - 桐原久、南日本放送代表取締役社長（* 1925年）
- 1990年 - ジェームズ・ウッド、宇宙飛行士（* 1924年）
- 1991年 - インガ・ゲンツェル、陸上競技選手（* 1908年）
- 1991年 - 龍田峻次、スキージャンプ選手（* 1914年）
- 1992年 - グレース・ホッパー、計算機学者、軍人（* 1906年）
- 1992年 - 上村吉弥 (5代目)、歌舞伎役者（* 1909年）
- 1993年 - フレディ・コクラン、プロボクサー（* 1915年）
- 1994年 - シーザー・ロメロ、俳優（* 1907年）
- 1994年 - 谷田専治、生物学者（* 1908年）
- 1994年 - アーサー・ポリット、政治家、医師、陸上競技選手（* 1900年）
- 1995年 - ユージン・ウィグナー、物理学者（* 1902年）
- 1995年 - 永積安明、国文学者（* 1908年）
- 1995年 - フレデリック・ウェスト、シリアルキラー（* 1941年）
- 1996年 - アーレイ・バーク、軍人（* 1901年）
- 1996年 - アルトゥール・ルドルフ、ロケット技術者（* 1906年）
- 1996年 - 細川巌、化学者、仏教研究家（* 1919年）
- 1996年 - 蟻二郎、アメリカ文学者（* 1929年）
- 1997年 - ヘイグッド・ハーディ、作曲家（* 1937年）
- 1997年 - 山口次郎、工学者（* 1904年）
- 1997年 - 福本和也、推理小説家、漫画原作者（* 1928年）
- 1998年 - ヘレン・ウィルス・ムーディ、テニス選手（* 1905年）
- 1998年 - オーケ・ザイファルト（英語版）、スピードスケーター（* 1919年）
- 1998年 - 安斎伸、宗教学者（* 1923年）
- 1998年 - ヘレン・ウィルス・ムーディ、テニス選手（* 1905年）
- 1999年 - ラファエル・イグレシアス、ボクシング選手（* 1924年）
- 1999年 - 金城安太郎、日本画家（* 1911年）
- 1999年 - 高屋窓秋、俳人（* 1910年）
- 2000年 - 井上宗和、写真家、城郭・ワイン研究・評論家（* 1924年）
- 2001年 - レイ・ウォルストン、俳優（* 1914年）
- 2002年 - 河原崎しづ江、女優（* 1908年）
- 2003年 - 李燦、人文地理学者、歴史地理学者（* 1923年）
- 2004年 - 玉川伊佐男、俳優（* 1922年）
- 2005年 - シャーリー・チザム、政治家（* 1924年）
- 2005年 - 出羽錦忠雄、元大相撲力士（* 1925年）
- 2005年 - 高橋健二、元レーシングドライバー (* 1946年)
- 2005年 - ドミトリー・ネリュビン、自転車競技選手（* 1971年）
- 2005年 - 荒川幾男、哲学研究者（* 1926年）
- 2006年 - 林巳奈夫、考古学者、京都大学名誉教授（* 1925年）
- 2007年 - A・I・ベゼリデス（英語版）、小説家・脚本家（* 1908年）
- 2007年 - 伊藤信平[37]、実業家、元日本化薬専務取締役（* 1925年または1926年）
- 2007年 - ダレント・ウィリアムズ、アメリカンフットボール選手（* 1982年）
- 2008年 - 白井永二、民俗学者、神職（* 1915年）
- 2008年 - 山路勝之、英米文学者、鹿児島大学名誉教授（* 1919年）
- 2008年 - プラタップ・チャンドラ・チャンダー、政治家、教育家、作家（* 1919年）
- 2008年 - ルーカス・サング、陸上競技選手（* 1961年）
- 2008年 -ハラルト・ダイルマン（英語版）、建築家（* 1920年）
- 2008年 - ビル・ボナンノ、元マフィア（* 1932年）
- 2008年 - ピーター・キャフリー（英語版）、俳優（* 1949年）
- 2009年 - アールネ・アルヴォネン、スーパーセンテナリアン（* 1897年）
- 2009年 - ヘレン・スズマン、南アフリカ共和国の反アパルトヘイト（人種隔離政策）活動家、政治家（* 1917年）
- 2009年 - クレイボーン・ペル、政治家（* 1918年）
- 2009年 - ヨハネス・マリオ・ジンメル、作家（* 1924年）
- 2009年 - エドマンド・パードム、俳優（* 1924年）
- 2009年 - 北大象、書家（* 1930年）
- 2009年 - 野口恭、プロボクサー（* 1939年）
- 2009年 - ロン・アシュトン、ギタリスト、作詞家（* 1948年）
- 2009年 - 左近径介、リュート奏者（* 1949年）
- 2009年 - ニザール・ラヤーン、ハマースのジャバーリヤー地区指導者、学者（* 1959年）
- 2010年 - 角田房子、作家（* 1914年）
- 2010年 - アルフレッド・マリオ・エスポシト・カストロ、司教（* 1927年）
- 2010年 - 久野浩平、演出家、ディレクター（* 1929年）
- 2010年 - ファイサル・ビン・シャムラン、政治家（* 1934年)
- 2010年 - モハメド・ラフマト、政治家（* 1938年)
- 2010年 - 成川哲夫、元俳優、空手家（* 1944年）
- 2010年 - ペリヤサミ・チャンドラセカラン、政治家（* 1957年）
- 2010年 - ラサ・デ・セラ、シンガーソングライター（* 1972年)
- 2011年 - 松澤初穂、水泳選手（* 1914年）
- 2011年 - マリーン・コンスタンティン（ルーマニア語版）、音楽家、作曲家、指揮者（* 1925年）
- 2011年 - 河野博式、実業家、元日鉱金属（現JX金属）社長（* 1928年）
- 2011年 - （デンマーク語版）フレミング・ヨルゲンセン（デンマーク語版）、歌手、俳優（* 1947年）
- 2011年 - チャールズ・ファンブロー、ジャズ・コントラバス奏者（* 1950年）
- 2011年 - レイナルド・ダグサ、政治家 （* 1975年）
- 2012年 - キロ・グリゴロフ、政治家（* 1917年）
- 2012年 - 細見華岳[38]、染織家（* 1922年）
- 2012年 - ガリー・アブレット、元サッカー選手、指導者（* 1965年）
- 2013年 - ゲルハルト・フィッシャー、ドイツの武装親衛隊員（* 1922年）
- 2013年 - パティ・ペイジ、歌手（* 1927年）
- 2013年 - バーバラ・ワーレ（英語版）、女優、ダンサー、歌手（* 1928年）
- 2013年 - 上村幸治、政治学者、元ジャーナリスト（* 1958年）
- 2014年 - タビー・トーマス、ブルース歌手、ミュージシャン（* 1929年）
- 2014年 - 東伏見慈洽、僧侶、旧皇族（* 1910年）
- 2014年 - ファニタ・ムーア、女優（* 1914年）
- 2014年 - ミラン・ホルヴァート、指揮者（* 1919年）
- 2014年 - 山下徳夫、政治家、第56代運輸大臣、第51代内閣官房長官、第74代厚生大臣（* 1919年）
- 2014年 - 菅沢清志[39]、実業家、元ダイキン工業会長（* 1921年）
- 2014年 - 尾関雅則、実業家、元鉄道総合技術研究所理事長（* 1924年）
- 2014年 - 諌山茂[40]、運動家、元水俣病互助会会長（* 1930年）
- 2014年 - 清水定彦、実業家、元東邦ガス会長（* 1930年）
- 2015年 - 西川俊男、実業家、ユニー（現・ユニー・ファミリーマートホールディングス）創業者（* 1925年）
- 2015年 - 加藤久郎[41]、実業家、元戸田建設社長（* 1930年）
- 2015年 - マリオ・クオモ、第56代ニューヨーク州知事（* 1932年）
- 2015年 - ドナ・ダグラス、女優（* 1932年）
- 2015年 - 三島淑臣、法哲学者（* 1932年）
- 2015年 - ウマル・カラーミー、政治家（* 1934年）
- 2015年 - 河村秀穂[42]、実業家、元三共（現第一三共）副社長（* 1941年または1942年）
- 2015年 - ウルリッヒ・ベック、社会学者（* 1944年）
- 2015年 - 柳江仁、地方競馬調教師（* 1955年）
- 2016年 - 佐伯彰一、アメリカ文学者、文芸評論家（* 1922年）
- 2016年 - 大槻真一郎、科学史家、明治薬科大学名誉教授（* 1926年）
- 2016年 - ヴィルモス・スィグモンド、撮影監督（* 1930年）
- 2016年 - 松前紀男、音楽史学者、作曲家、元東海大学学長、元学校法人一橋学園（現・学校法人東海山形学園）理事長（* 1931年）
- 2016年 - 君嶋信[43]、陸上自衛官、陸上自衛隊東北方面総監（* 1935年）
- 2016年 - 古川凱章、競技麻雀のプロ雀士（* 1938年）
- 2016年 - ギルバート・キャプラン、実業家、グスタフ・マーラー研究家、指揮者（* 1941年）
- 2016年 - マイケル・オクスレー（英語版）、政治家（* 1944年）
- 2017年 - 藤多哲朗、薬学者、京都大学名誉教授（* 1931年）
- 2017年 - 早川仁朗[44]、実業家、元下野新聞社社長（* 1932年）
- 2017年 - シロ・ブストス（スペイン語版）、画家（* 1932年）
- 2017年 - ジェレミー・ストーン（英語版）、科学者（* 1935年）
- 2017年 - デレク・パーフィット、哲学者（* 1942年）
- 2017年 - アンソニー・アトキンソン、経済学者（* 1944年）
- 2017年 - エマニュエル・ニヨンクル（フランス語版）、政治家、元ブルンジ環境大臣（* 1962年）
- 2018年 - ロバート・マン、ヴァイオリン奏者（* 1920年）
- 2018年 - 奥村豊、実業家、元古河機械金属社長（* 1926年）
- 2018年 - 小野寺健、英文学者、翻訳家、横浜市立大学名誉教授（* 1931年）
- 2018年 - 真野清以志[45]、実業家、元上新電機社長（* 1936年）
- 2018年 - 和晃敏郎、元大相撲力士（* 1942年）
- 2018年 - 阿部豊[46]、惑星科学者、東京大学理学系研究科准教授（* 1959年）
- 2019年 - ユーリ・アルツターノフ（英語版）、工学者（* 1929年）
- 2019年 - ジュアン・ギンジュアン（スペイン語版）、作曲家、ピアニスト（* 1931年）
- 2019年 - 水越敏行、教育学者、大阪大学名誉教授（* 1932年）
- 2019年 - 椙山正弘、教育者、学校法人椙山女学園学園長（* 1934年）
- 2019年 - 高塚龍之[47]、核物理・天体核 物理研究者、元岩手大学副学長（* 1943年）
- 2019年 - ペギー・ヤング（英語版）、シンガーソングライター、環境保護活動家、慈善家（* 1952年）
- 2019年 - クリス・ケリミ（ロシア語版）、ロック歌手、作曲家（* 1955年）
- 2019年 - カルロス・デ・レオン、プロボクサー、元WBC世界クルーザー級王者（* 1959年）
- 2019年 - ジャマール・アフマッド・モハンマド・アル＝バダーウィー（英語版）、イスラム過激派活動家（* 1960年または1963年）
- 2019年 - 黒碧天[48]、絵師、イラストレーター（* 1974年）
- 2019年 - エイジ、YouTuber（アバンティーズ）（* 1996年）
- 2020年 - ドン・ラーセン、プロ野球選手（* 1929年）
- 2020年 - 荒谷俊治、指揮者（* 1930年）
- 2020年 - セリクボルスィン・アブディリディン、政治家（* 1937年）
- 2020年 - デビッド・スターン、弁護士、第4代NBAコミッショナー（* 1942年）
- 2020年 - 桂伸乃介、落語家（* 1953年）
- 2020年 - カルロス・デ・レオン、プロボクサー、元WBC世界クルーザー級チャンピオン（* 1959年）
- 2021年 - 竹内龍三[49]、農業機械学者、神戸大学名誉教授（* 1928年）
- 2021年 - モハンマド・タギー・メスバーフ・ヤズディー、政治家、ウラマー（* 1934年）
- 2021年 - ピエラントニオ・コスタ（英語版）、実業家、外交官（* 1939年）
- 2021年 - カルロス・ド・カルモ（英語版）、ファド歌手（* 1939年）
- 2021年 - フロイド・リトル、アメリカンフットボール選手（* 1942年）
- 2021年 - 福本清三、俳優（* 1943年）
- 2021年 - ミスティ・モーガン（英語版）、カントリー・ミュージックシンガー、キーボード奏者（* 1945年）
- 2022年 - ピエール・パルサス（英語版）、画家、イラストレーター（* 1921年）
- 2022年 - 池明観、教育者、政治学者、元KBS理事長（* 1924年）
- 2022年 - 松村隆[50]、実業家、元九電工社長（* 1933年）
- 2022年 - アンドレアス・クンツ、元ノルディック複合競技選手、1968年グルノーブル五輪銅メダリスト（* 1946年）
- 2022年 - 福間創、音楽家（*1970年）
- 2023年 - リーズ・ノルガード、ジャーナリスト、作家（* 1917年）
- 2023年 - アート・マクナリー（英語版）、元NFL審判員、プロフットボール殿堂（* 1925年）
- 2023年 - 後藤東陽[51]、写真家、平和運動家（* 1925年）
- 2023年 - 金川千尋、実業家、元信越化学工業社長（* 1926年）
- 2023年 - マーティン・デービス（英語版）、数学者、コンピューター科学者（* 1928年）
- 2023年 - ジャック・セレ（英語版）、俳優、演出家（* 1928年）
- 2023年 - エディス・パールマン（英語版）、短編小説家（* 1936年）
- 2023年 - 仲尾宏、歴史学者（* 1936年）
- 2023年 - 長谷川哲夫、俳優（* 1938年）
- 2023年 - フレッド・ホワイト（英語版）、ミュージシャン、ソングライター（* 1955年）
- 2023年 - セバスチャン・マリノ[52]、ギタリスト（元オーヴァーキル、アンヴィル）（* 1965年）
- 2023年 - ギャングスタ・ブー（英語版）、ラッパー（元スリー・6・マフィア）（* 1979年）
- 2024年 - リアド・アル＝トゥルク（英語版）、政治活動家（* 1930年）
- 2024年 - バスデオ・パンデイ（英語版）、政治家、弁護士、経済学者、第5代トリニダード・トバゴ首相（* 1933年）
- 2024年 - ニクラウス・ヴィルト、コンピューター工学者、Pascal開発者（* 1934年）
- 2024年 - ジョン・コッキン（英語版）、プロゴルファー（* 1939年）
- 2024年 - ハービー・ブレナン、作家（* 1940年）
- 2024年 - 山田一郎[53]、実業家、元UHA味覚糖社長（* 1940年）
- 2024年 - 冠二郎、演歌歌手（* 1944年）
- 2024年 - マリオ・ボリャト（英語版）、元プロサッカー選手（* 1951年）
- 2024年 - 大江英樹[54]、経済コラムニスト（* 1952年）
- 2024年 - Lynja（英語版）、オンラインセレブシェフ、YouTuber（* 1956年）
- 2024年 - 山崎元、経済評論家（* 1958年）
- 2025年 - 長野ハル、プロボクシング・マネージャー（* 1925年）
- 2025年 - 俵孝太郎、政治評論家、ニュースキャスター、ジャーナリスト（* 1930年）
- 2025年 - 西ヶ谷恭弘、城郭研究者（* 1947年）

### 人物以外（動物など）
- 2022年 - キョウエイボーガン、競走馬（* 1989年）

## 記念日・年中行事
- 元日（元旦）
年の始めの日（年初）。日本国内では1948年7月施行の祝日法に基づき、国民の祝日と定められている。
- 四方拝
- 正月
  - 初詣
  - 若水・若潮迎え
  - 初日の出
  - 御節料理
  - お年玉
  - 年賀状の配達
- 歳旦祭（各社寺）
- 東本願寺修正会（1月7日まで。京都市東本願寺）
- 鎮座祭（1月3日まで。岡山市吉備津神社）
- 大御饌祭（島根県出雲大社）
- 叡山元三大師会（1月4日まで。比叡山延暦寺）
- ウィーン・フィルハーモニー管弦楽団によるニューイヤーコンサート（1941年 - ）
- サッカー天皇杯決勝（第48回 - 第93回、第95回 - 第97回、第99回 - 第100回）
- 全日本実業団駅伝（ニューイヤー駅伝、第32回 - ）
- 元旦競歩大会
日本競歩の登竜門的存在、東京都渋谷区神宮外苑聖徳記念絵画館周辺の周回コースで行われる。
- パリ・ダカール・ラリー出発日
- 世界平和の日
ローマ教皇パウロ6世がベトナム戦争中の1968年、平和のために特別な祈りを捧げるよう世界のカトリック教会に呼びかけたことにちなむ。
- パブリックドメインの日
ベルヌ条約では著作者の死亡または著作物の公表の月日にかかわらず翌年の1月1日から起算されるため、一部の例外を除き著作物がパブリックドメインになることにちなむ。
- 鉄腕アトムの日
1963年のこの日にフジテレビにてアニメ第1作が放送開始されたことにちなむ。
- 開国紀念日（ 中華民国（台湾））
1911年からの辛亥革命により中国大陸の南京において1912年1月1日に中華民国が成立。
- 解放記念日（ キューバ）
1959年1月1日にキューバ革命が達成されたことに由来。
- 独立記念日（ スーダン）
1956年1月1日にスーダンがイギリス・エジプト両国の統治下から独立した。
- 独立記念日（ ハイチ）
1804年のこの日、ハイチがフランスから独立した。
- 独立記念日 (ブルネイ)（ ブルネイ）
1984年の1月1日にブルネイがイギリスから独立した。
- この他、鉄道等の交通機関では、初詣利用客輸送のために、正月三が日に臨時ダイヤ（または土曜休日ダイヤで運転する）を組んでいる路線の鉄道事業者も多い（例:京阪電鉄の正月ダイヤなど）。